# Pfinzing von Henfenfeld
Die Pfinzing von Henfenfeld, auch Pfintzing, waren eine der ältesten Patrizierfamilien der Reichsstadt Nürnberg. Sie wurden 1233 zuerst urkundlich erwähnt und waren von Anfang der Ratsaufzeichnungen 1274 bis zu ihrem Aussterben im Jahre 1764 im Inneren Rat vertreten. Damit waren sie die älteste Nürnberger Ratsfamilie. Sie gehörten somit auch nach dem Tanzstatut von 1521 zu den zwanzig alten ratsfähigen Geschlechtern. 1764 sind sie erloschen.

## Geschichte
Die Pfinzing (auch: Pfintzing) stammten aus der Reichsministerialität um Nürnberg und wurden mit Sifridus de Nurinberc, genannt Pfincinch, erstmals 1233 in einer Urkunde des Klosters Heilsbronn erwähnt. Das Geschlecht zählte zu den bedeutendsten Nürnberger Patrizierfamilien.
Bereits seit 1274 besetzten die Pfinzing mehrfach das Amt des Reichsschultheißen, zuerst mit Markward Merklin Pfinzing (1210–1278). Im 14. Jahrhundert waren sie ein Machtfaktor in der weit gespannten Nürnberger Handelspolitik. Frühzeitig sind auch eigene Handelsaktivitäten in Südosteuropa, in Italien sowie als Teilhaber der Stromerschen Handelsgesellschaft belegt. Bertold Pfinzing († 1405), der Schwiegersohn von Ulrich Stromer, war Ratgeber und Finanzier von König Wenzel. Auch sein Sohn, der Bürgermeister Sebald Pfinzing († 1431), spielte eine große Rolle in der Politik. Er war, mit Peter Volckamer, 1411/31 wichtigster Nürnberger Verbindungsmann zu König Sigismund und damals einer der reichsten Bürger der Stadt. 1413 verpfändete ihm Burggraf Johann III. die Stadt Erlangen; das Pfand wurde 1432 wieder eingelöst.
Im 16. Jahrhundert besaßen die Pfinzing ein weit gespanntes Handelsnetz mit Stützpunkten unter anderem in Venedig, Salzburg, Augsburg, Regensburg, Leipzig und Breslau. Sie handelten mit Textilien und Gewürzen, engagierten sich im Schlaggenwalder Zinnhandel und vor allem im Mansfelder Hüttenhandel. Sie machten Geschäfte mit der Eisenerzgewinnung und -verarbeitung in der Oberpfalz und besaßen in Ludwigsstadt (Oberfranken) eine eigene Seigerhütte. Die Pfinzing gehörten, zusammen mit den Imhoff, Tucher und Welser, noch im 17. Jahrhundert zu den letzten aktiven patrizischen Fernhändlern.
Seifried III. Pfinzing (1444–1514) war Ratsbaumeister und Mitglied des Inneren Rats. Aus seiner zweiten Ehe mit Barbara Grundherr stammte der Sohn Melchior Pfinzing (1481–1535), Propst zu St. Sebald und Rat Kaiser Maximilians I. Gemeinsam mit dem Kaiser und dessen Schreiber Marx Treitzsaurwein verfasste er die allegorische Verserzählung Theuerdank. 1514 stiftete er das Pfinzing-Chörlein am Sebalder Pfarrhaus und 1515 das Pfinzing-Fenster in der Sebalduskirche, das Albrecht Dürer entwarf. Sein Bruder Martin I. Pfinzing (1490–1552) erwarb 1530 die Burg Henfenfeld. Es existieren Porträtzeichnungen beider Brüder von Dürer.
Martin II. Pfinzing (1521–1572) wurde als erster Obermarktsherr, gemeinsam mit Hans Welser, in den Handelsvorstand der Nürnberger Börse gewählt. Bekanntester Familienvertreter war Paul Pfinzing (1554–1599), der als Waldherr des Reichwalds zu einem bedeutenden Kartografen des reichsstädtischen Territoriums wurde. 

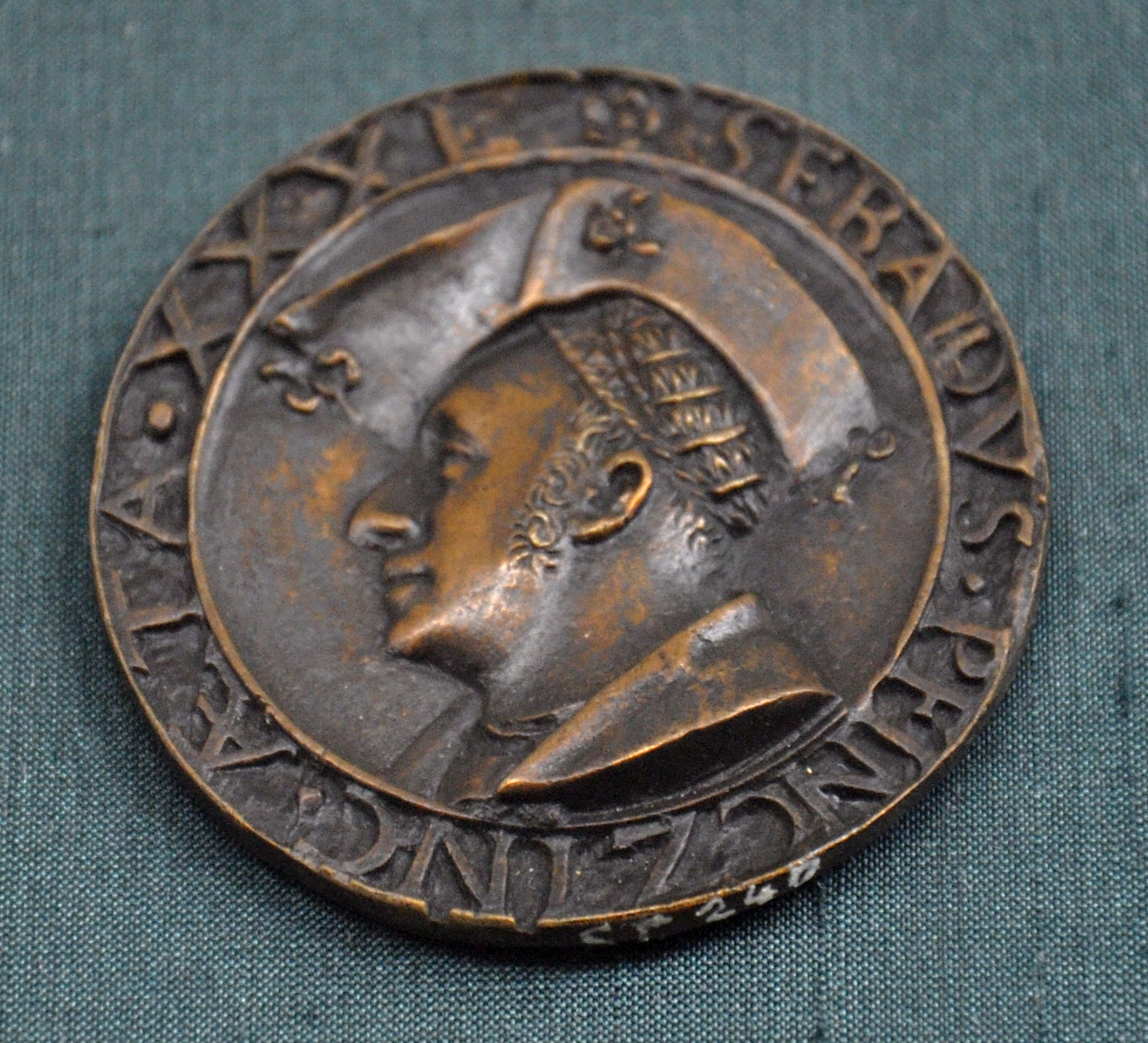
Ratsherr Sebald Pfinzing (1487–1537), Bronzemedaille von 1518
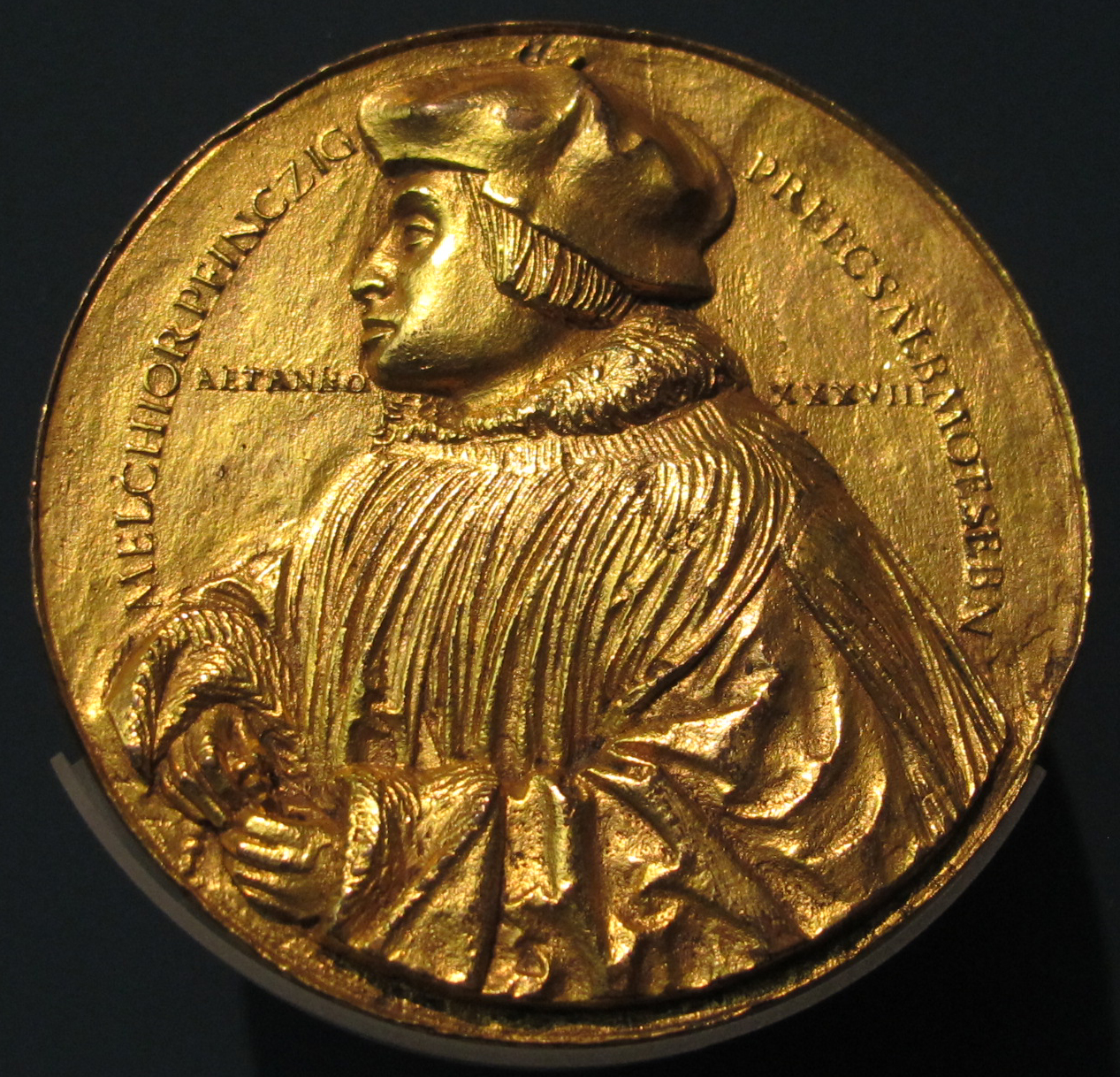
Melchior Pfintzing (1481–1535), Propst zu St. Sebald, kaiserlicher Rat, Medaille von Hans Schwarz, 1519
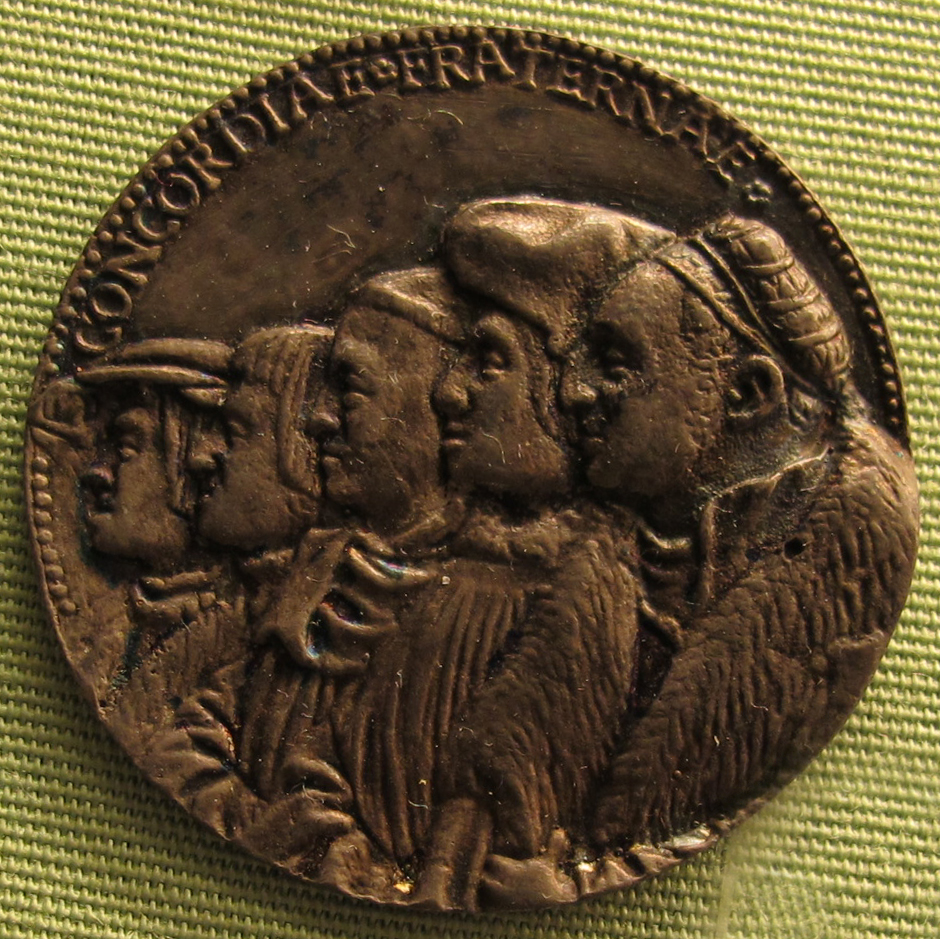
Fünf Brüder Pfinzing, Medaille von Hans Schwarz, 1519
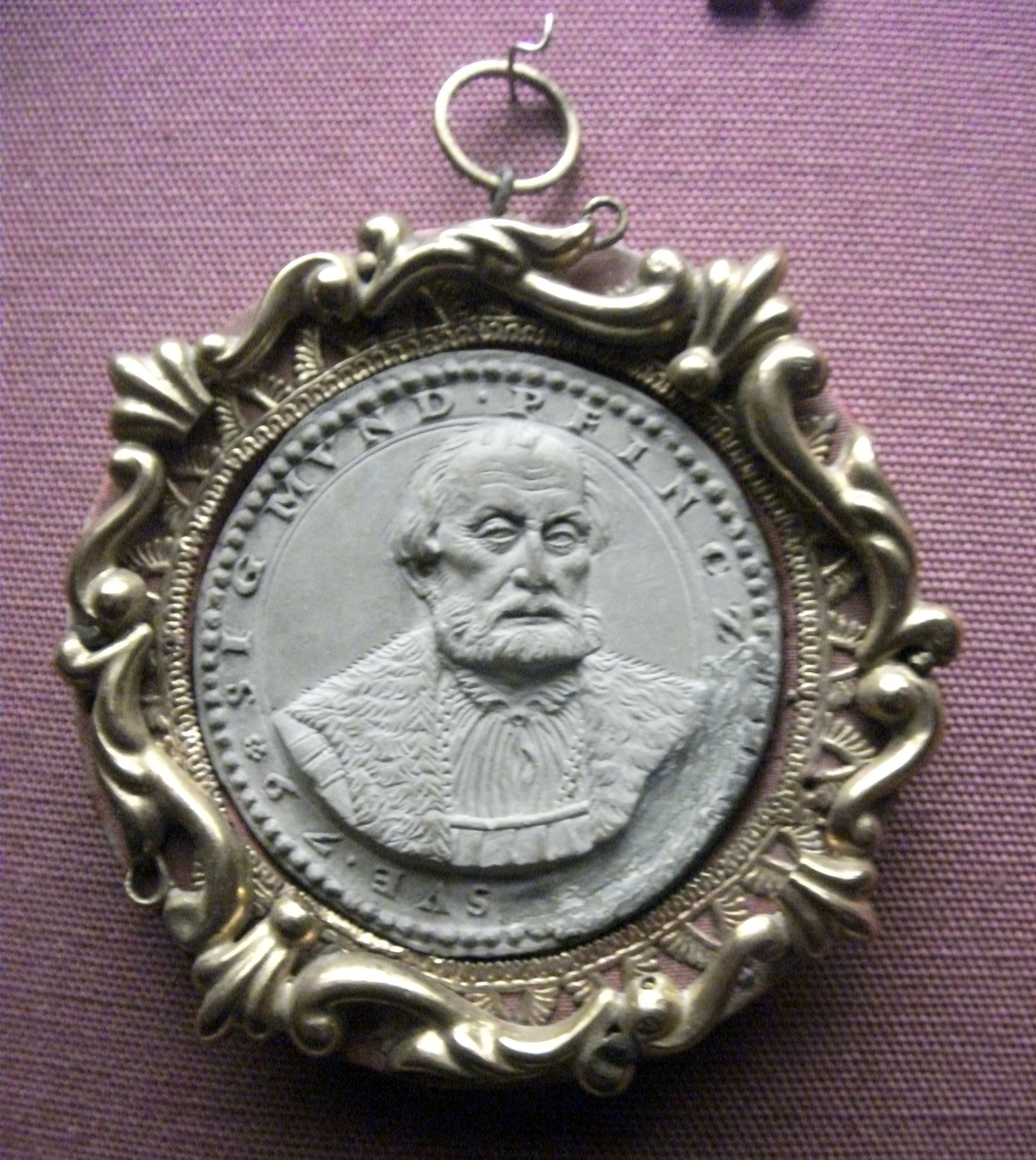
Sigmund Pfinzing
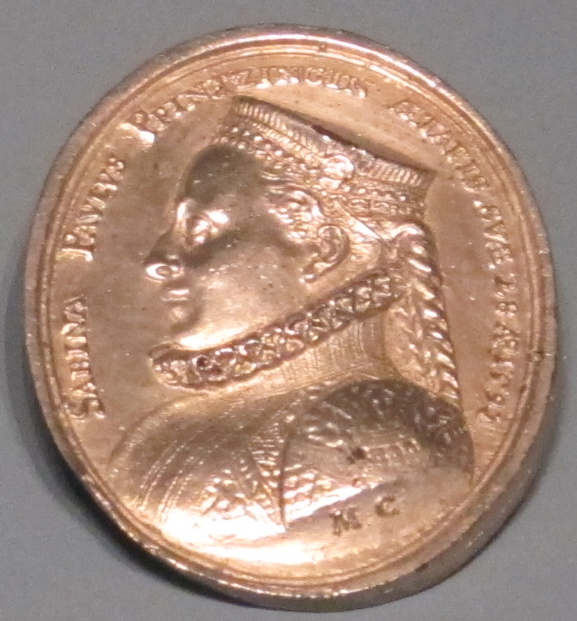
Sabina Pfinzing, Medaille von Matthäus Carl, 1592

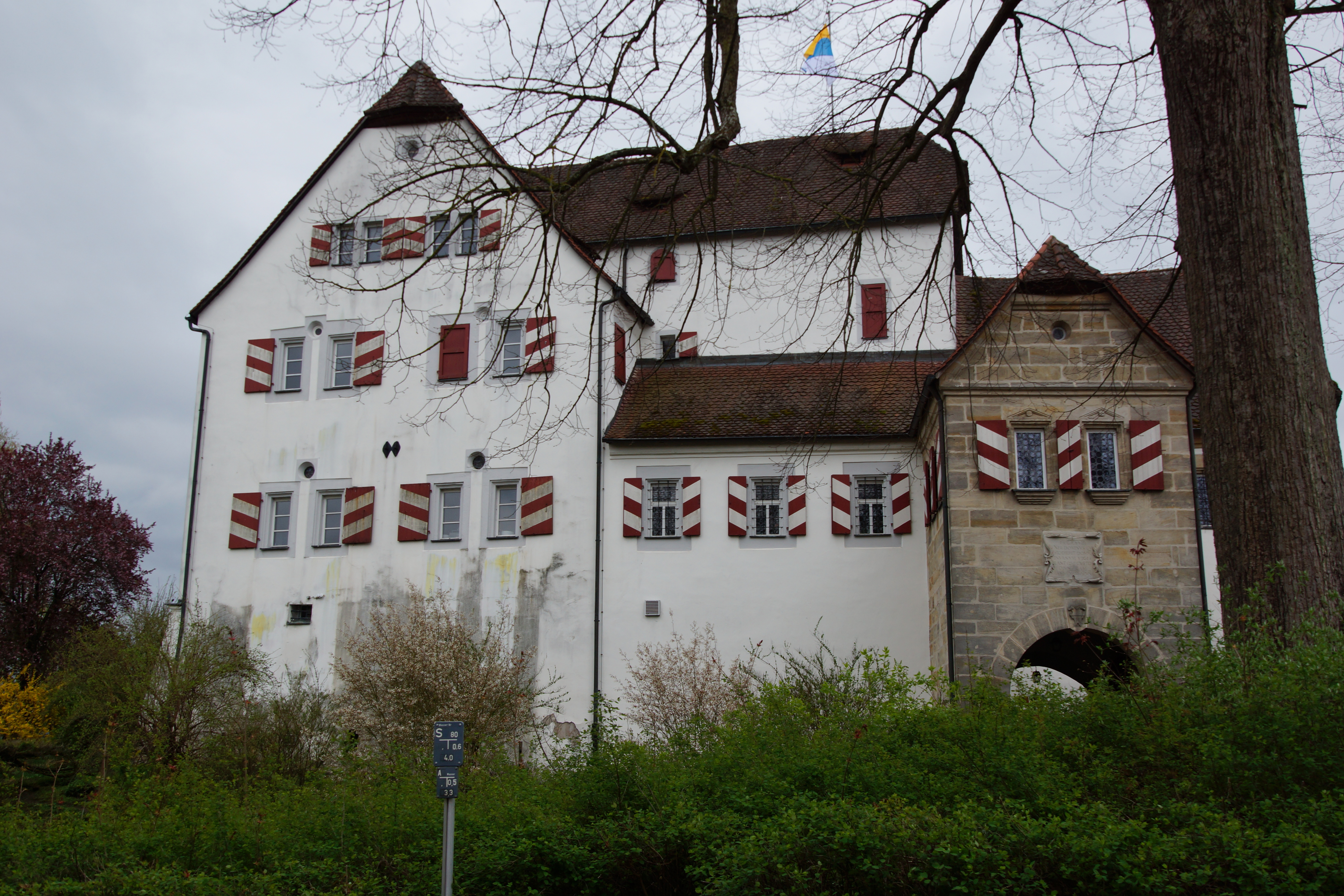
Burg Henfenfeld

Der Reichtum der Pfinzing dokumentierte sich in zahlreichen Besitzungen in und um Nürnberg. 1530 kaufte Martin I. Pfinzing (1490–1552) von den Egloffsteins die Burg Henfenfeld und nannte seine Linie Pfinzing von Henfenfeld; der Namenszusatz wurde später als Adelstitel anerkannt und 1554 durch eine Wappenbesserung bestätigt, wobei die Pfinzing ihr Wappen um einen Herzschild mit dem Wappen der schon im 14. Jahrhundert ausgestorbenen Reichsministerialen von Henfenfeld mehrten. Die Burg wurde im Zweiten Markgrafenkrieg 1553 niedergebrannt, als markgräfliche Truppen einfielen, deren Parteigänger Hans von Egloffstein sich von den Pfinzings um sein Eigen gebracht sah. Die Pfinzing bauten die Burg wieder auf und brachten sie in eine Familienstiftung ein (im Nürnberger Patriziat Vorschickung genannt), die vom Familienältesten administriert wurde. Sie blieben dort Burgherren bis zum Erlöschen des Hauptzweiges der Familie 1764. 
Seyfried Pfinzing vermachte 1617 den größten Teil seines beträchtlichen Vermögens, darunter seine Güter zu Wendelstein, Günthersbühl und Nuschelberg der nach ihm benannten Wohltätigkeitsstiftung. Die Verwaltung der Stiftung übernahm sein Neffe Sebastian Scheurl. 1664 kaufte Carl Pfinzing von Henfenfeld das Gut Günthersbühl von der Stiftung zurück; die Familie behielt es bis zum Verkauf 1723, hielt aber das Reichslehen noch bis 1760.
Die Henfenfelder Hauptlinie des Geschlechts starb mit dem Reichsschultheißen Johann Sigmund Pfinzing von Henfenfeld (1712–1764) aus. Danach fiel die Administration der Stiftung an die Brüder seiner Witwe, einer geborenen Haller von Hallerstein.

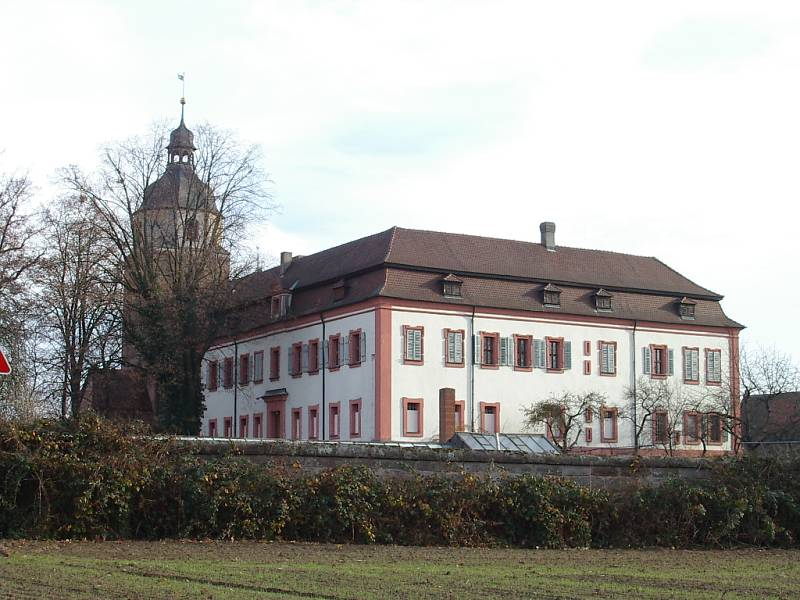
Schloss Großgründlach

Nebenlinien der Familie waren: die Nürnberger Linie († 1598), die Pfinzing von Weigelshof († 1617) und die Pfinzing von Gründlach († 1739).
Die Herrschaft Großgründlach, ursprünglich eine Reichsministerialenburg, dann ein Zisterzienserinnenkloster, hatten die Pfinzing 1616 von den Geuder geerbt, was zu jahrzehntelangen Prozessen mit der Familie Welser führte, die ebenfalls Erbansprüche auf Gründlach erhob. 1634 wurden im Dreißigjährigen Krieg Schloss, Dorf und Kirche durch kurbairische Truppen zerstört. Das Gründlacher Schloss blieb 50 Jahre als Ruine liegen. Erst 1685 begann Karl Sebastian Pfinzing mit dem Wiederaufbau als barocken Vierflügelbau, der 1698 vollendet war. 1739, nach Erlöschen der Gründlacher Linie, fiel die Herrschaft an die Henfenfelder Linie und mit deren Erbe 1764 an die Haller von Hallerstein, die Henfenfeld 1817 verkauften und das Gründlacher Schloss bis heute als Familienstiftung besitzen.

## Ehemalige Besitzungen (Auszug)
Ihr Nürnberger Stammhaus war bis 1445 der spätere „Fürershof“ am Maxtor (heute Areal des Altbaus des Johannes-Scharrer-Gymnasiums). Von 1530 bis 1764 (Familienstiftung bis 1817) besaßen sie den namensgebenden Stammsitz Henfenfeld und außerdem:

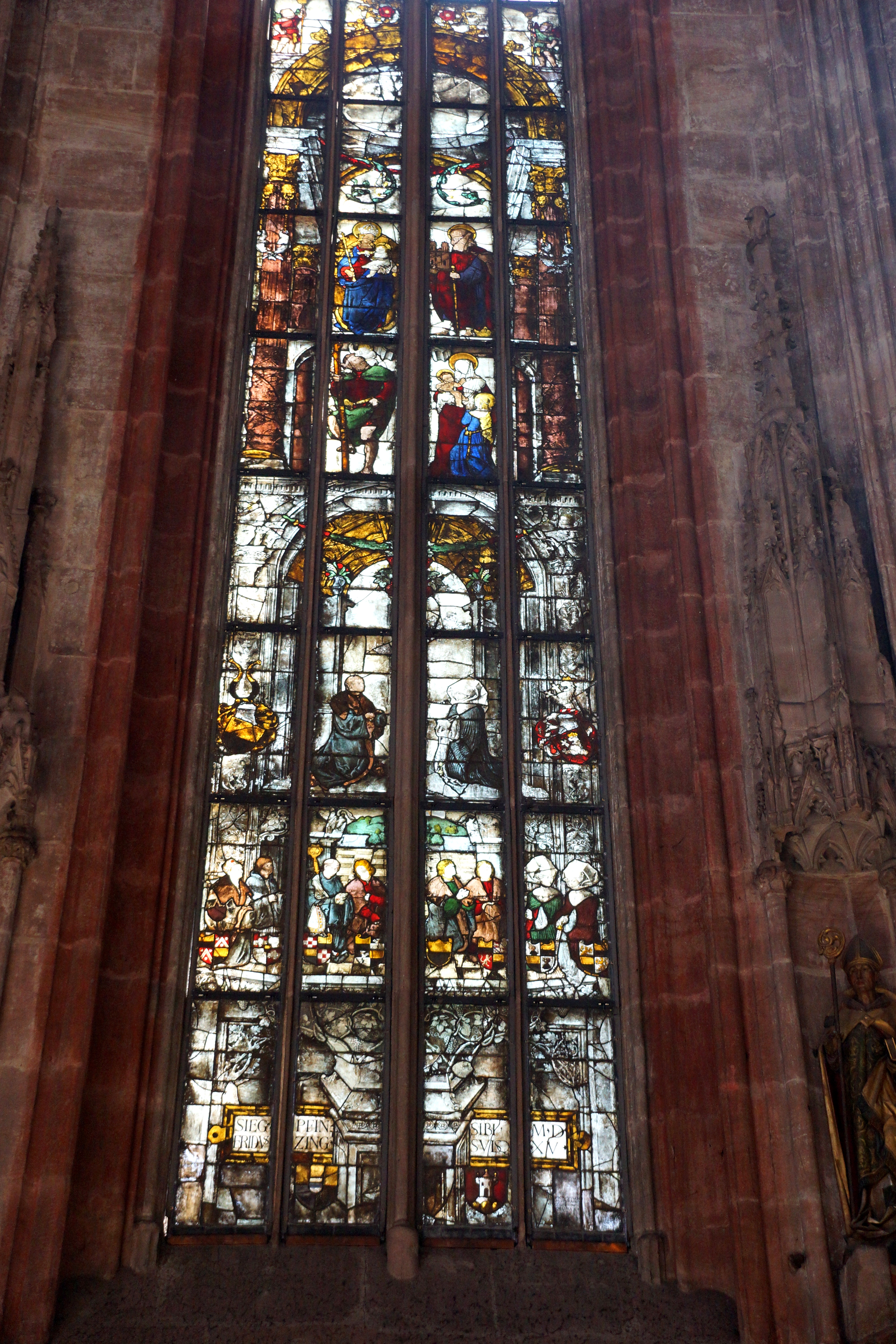
Pfinzing-Fenster in der Sebaldskirche, von Albrecht Dürer und Veit Hirsvogel, 1515 gestiftet von Melchior Pfinzing

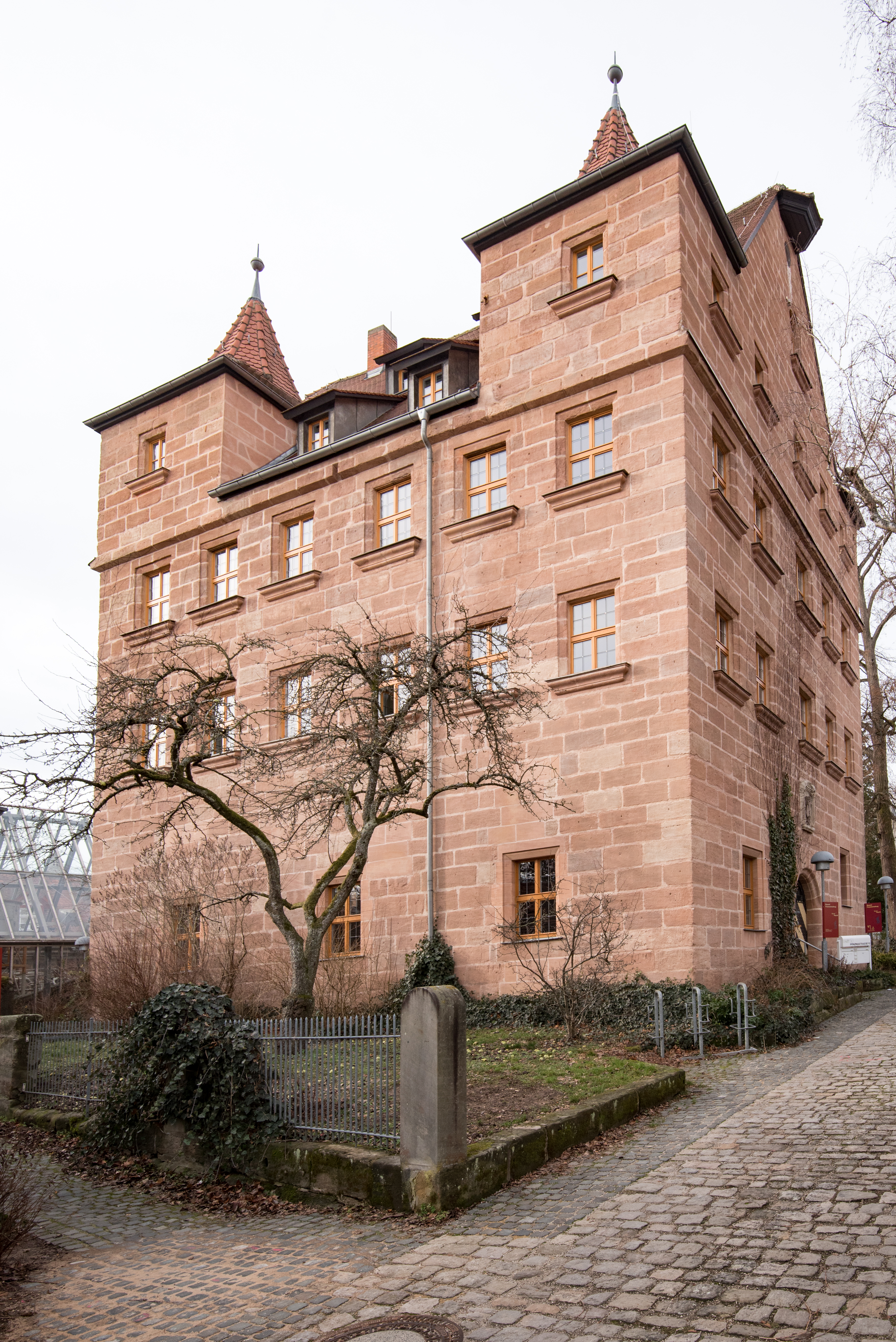
Pfinzingschloss in Feucht

- ????–1304 Unterdeutenbach (bei Stein)
- 1281–???? Schwabach (als Pfand)
- 1304–1384 Oedenberg
- 1325–???? Herrschaft und Schloss Neuendettelsau[5]
- 1330–???? Steinbühl (fraglich)[6]
- ????– um 1360 das Burgfriedschlösschen in Sündersbühl[7]
- ????–1370 Zerzabelshof
- 1377–1575 Lichtenhof (das spätere Petzenschloss)
- 1378–1393 das Hallerweiherhaus in Gleißhammer
- ????–1370 den Herrensitz Röckenhof
- 1398–1764 Günthersbühl (ab 1617 Familienstiftung, das Schlösschen wurde 1723 verkauft)
- ????–1405 das später Harsdorfsche Schloss in Fischbach
- 1398–1764 Nuschelberg
- 1405–???? den Herrensitz Oberschöllenbach
- 1413–1432 Wolfsfelden bei Kalchreuth (als Pfand der Burggrafen)
- 1413–1432 Erlangen (als Pfand der Burggrafen)
- 1455–1469 das Pfinzingschloss in Feucht (heutiger Bau erst aus den 1560er Jahren)
- 1463–1482 Malmsbach
- 1463–1490 Maiach
- ????–???? (um 1500) das Steinhaus in Dormitz
- ????–1572 das Gut Wunderburg bei Marloffstein
- 1510–1551 Burg Lichtenegg
- 1548–1561 einen Herrensitz in Bruck (Erlangen)
- 1561–1595 das Petzsche Schloss in Schwarzenbruck
- 1566–1739 Heuchling (Lauf an der Pegnitz)
- 1520–1739 (ca.) den Herrensitz Weigelshof (Weigelshofer Linie bis 1617, danach die Scheurl, 1649 deren Enkel Carl Sebastian Pfinzing von der Gründlacher Linie)
- 1573–1629 Letten (Lauf an der Pegnitz)
- 1590–1764 das Pfinzingschlösslein (Mühlstraße 9) mit Höfen und Häusern in Wendelstein[8]
- 1591–1711 das Rote Schloss in Heroldsberg
- 1600–1627 das Baderschloss in Mögeldorf
- 1607–1764 Nuschelberg (als Zubehör zu Günthersbühl)
- ????–???? (um 1614) Kleingeschaidt
- 1623–1663 Happurg
- 1616–1764 die Herrschaft Großgründlach (Gründlacher Linie bis 1739)
- 1609–1714 den Herrensitz in Weiherhaus (Nürnberg)
- 1680–1688 den Herrensitz Birnthon
- 1709–1764 das Tetzelschloss in Kirchensittenbach (seit 1612 bis heute im Besitz der Tetzelschen Familienstiftung, die seit 1709 von den Volckamer im Wechsel zunächst mit den Pfinzing und Behaim († 1942) und seit 1942 im Wechsel mit den Stromer verwaltet wird)
- sowie Forsthuben in Käswasser und Kalchreuth

## Bekannte Familienmitglieder
- Markward Merklin Pfinzing (1210–1278), Reichsschultheiß von Nürnberg 1274–1276
- Berthold II. Marquard Pfinzing (1232–1297), Reichsschultheiß 1277–1278 und ab 1281
- Konrad Pfinzing, Reichsschultheiß 1319–1336
- Berthold III. Pfinzing (1245–1322), Reichsschultheiß, Butigler
- Sebald Pfintzing († 1431), Kaufmann, Ratsherr, Bürgermeister
- Melchior Pfinzing (1481–1535), Propst zu St. Sebald, kaiserlicher Rat; Herausgeber und Mitverfasser des Theuerdank; 1514 Stifter des Pfinzing-Chörlein am Sebalder Pfarrhaus und 1515 des Pfinzing-Fensters in der Sebaldskirche (von Albrecht Dürer und Veit Hirsvogel)
- Paul Pfinzing (1523–1570), Rat von Karl V. und Philipp II.
- Paul Pfinzing (1554–1599), Ratsherr, Kaufmann und Kartograph, Erschaffer des Pfinzing Atlas

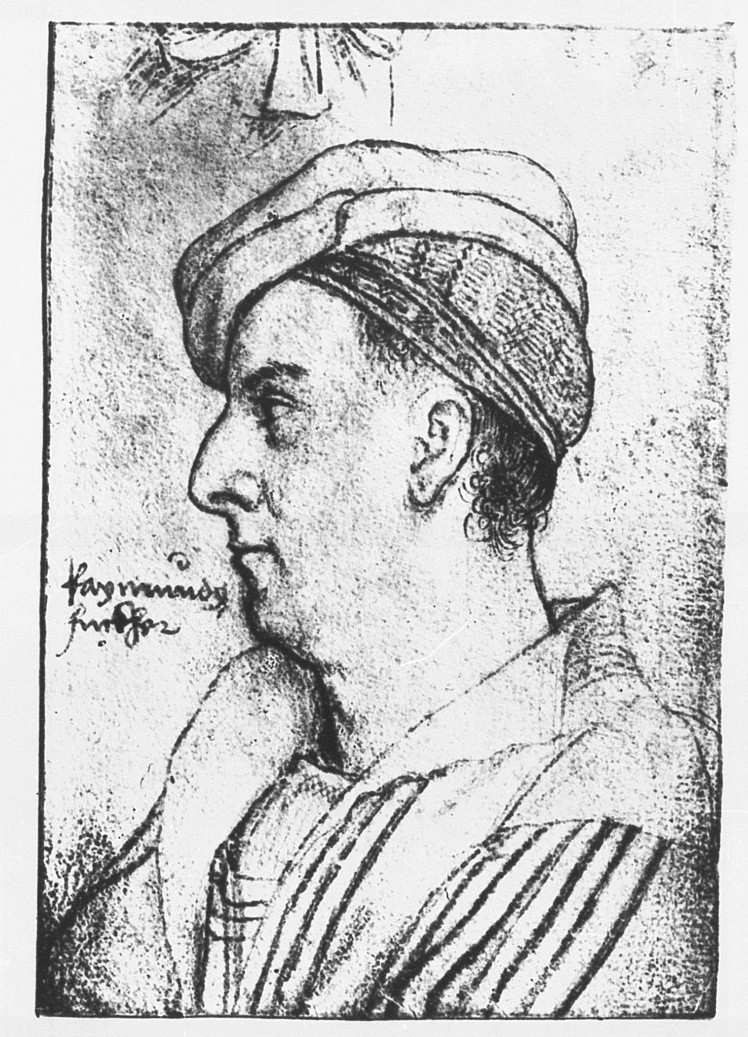
Melchior Pfinzing (1481–1535), von Dürer
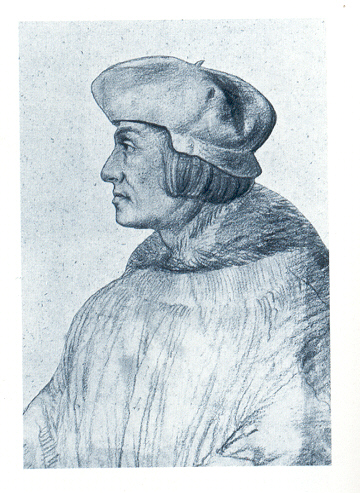
Melchior Pfinzing, von Hans Schwarz
Paul Pfinzing (1554–1599), Kartograph
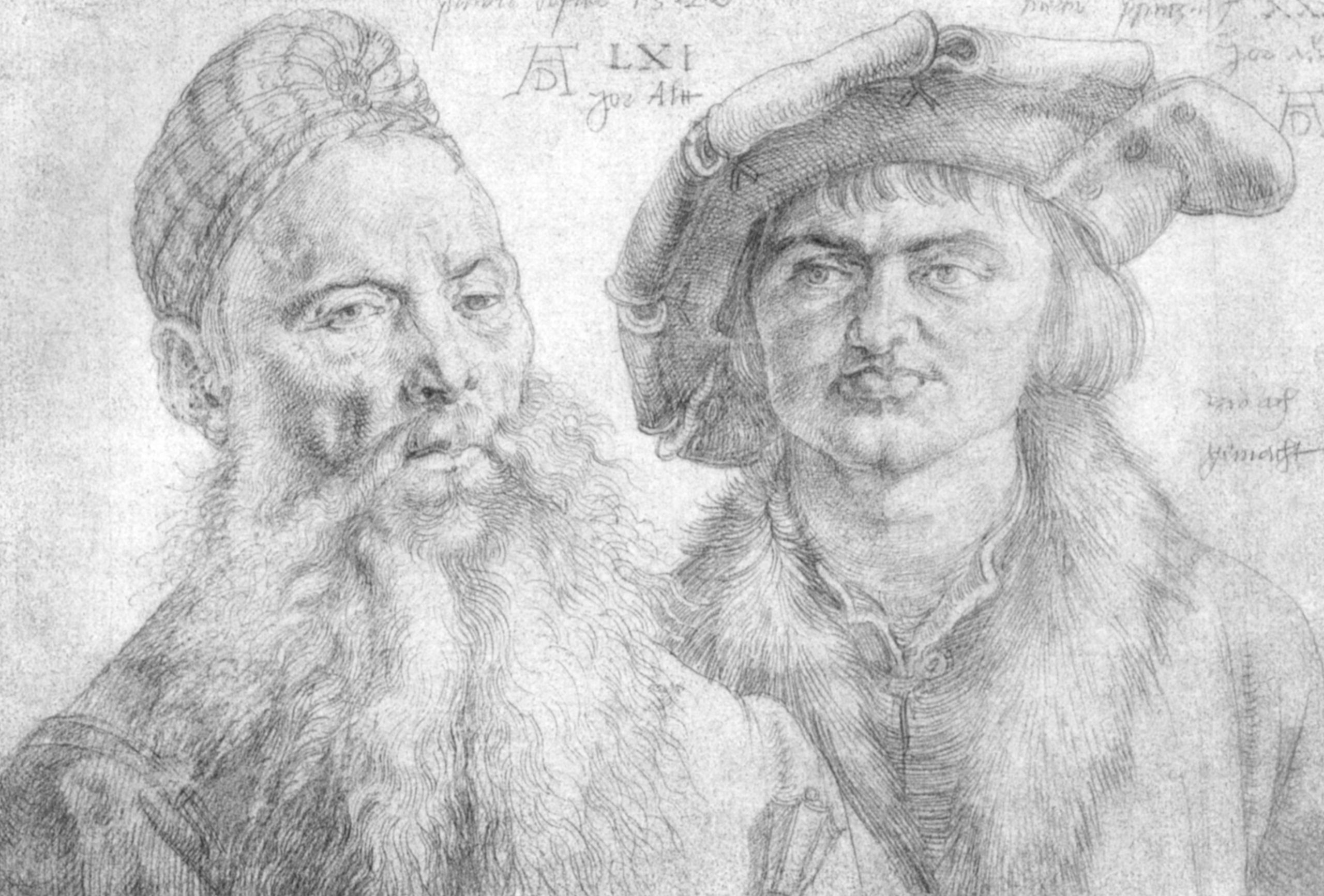
Paul Topler und Martin I. Pfinzing (von Albrecht Dürer, 1520)

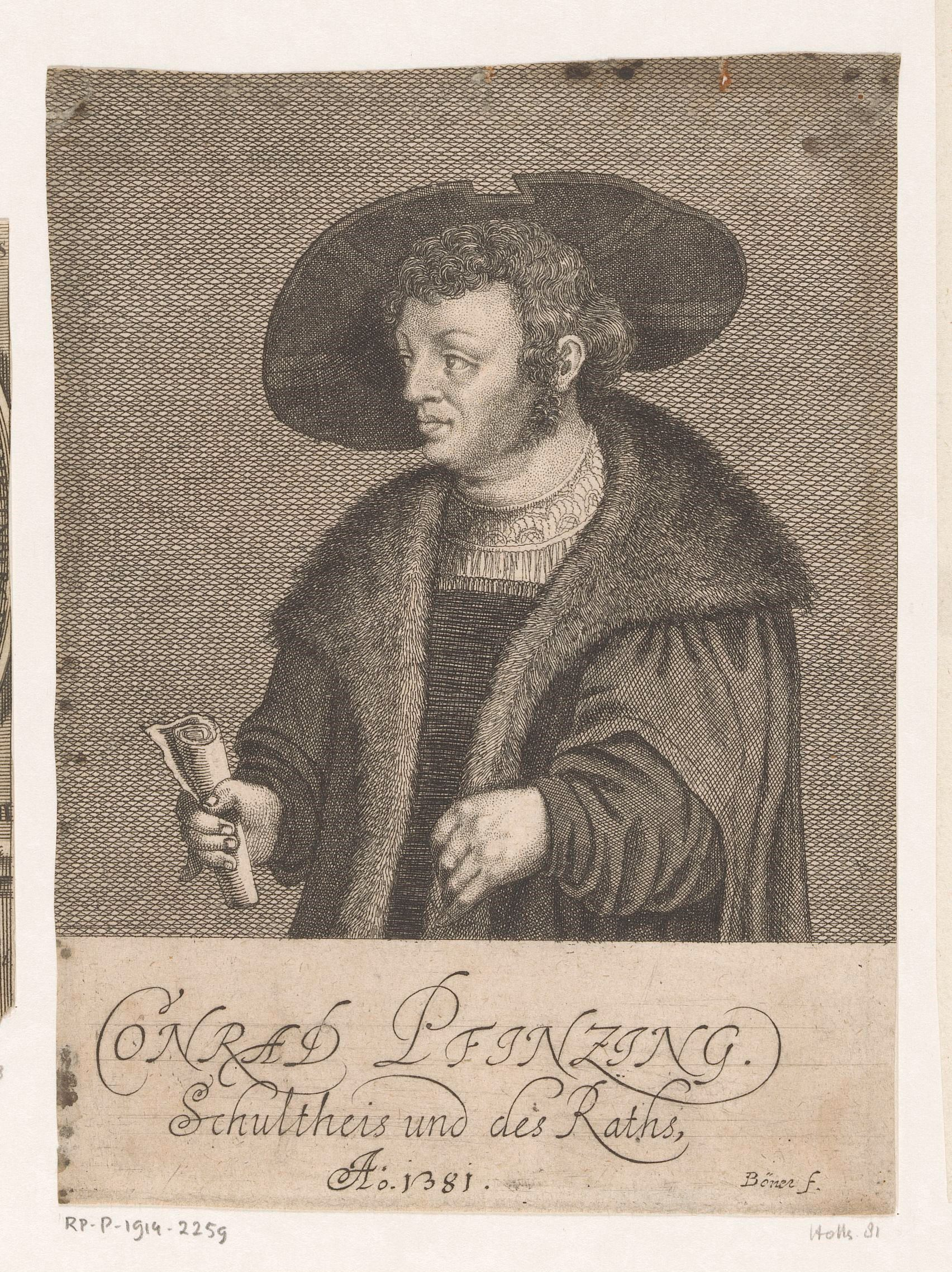
Conrad Pfinzing, 1381 Reichsschultheiß
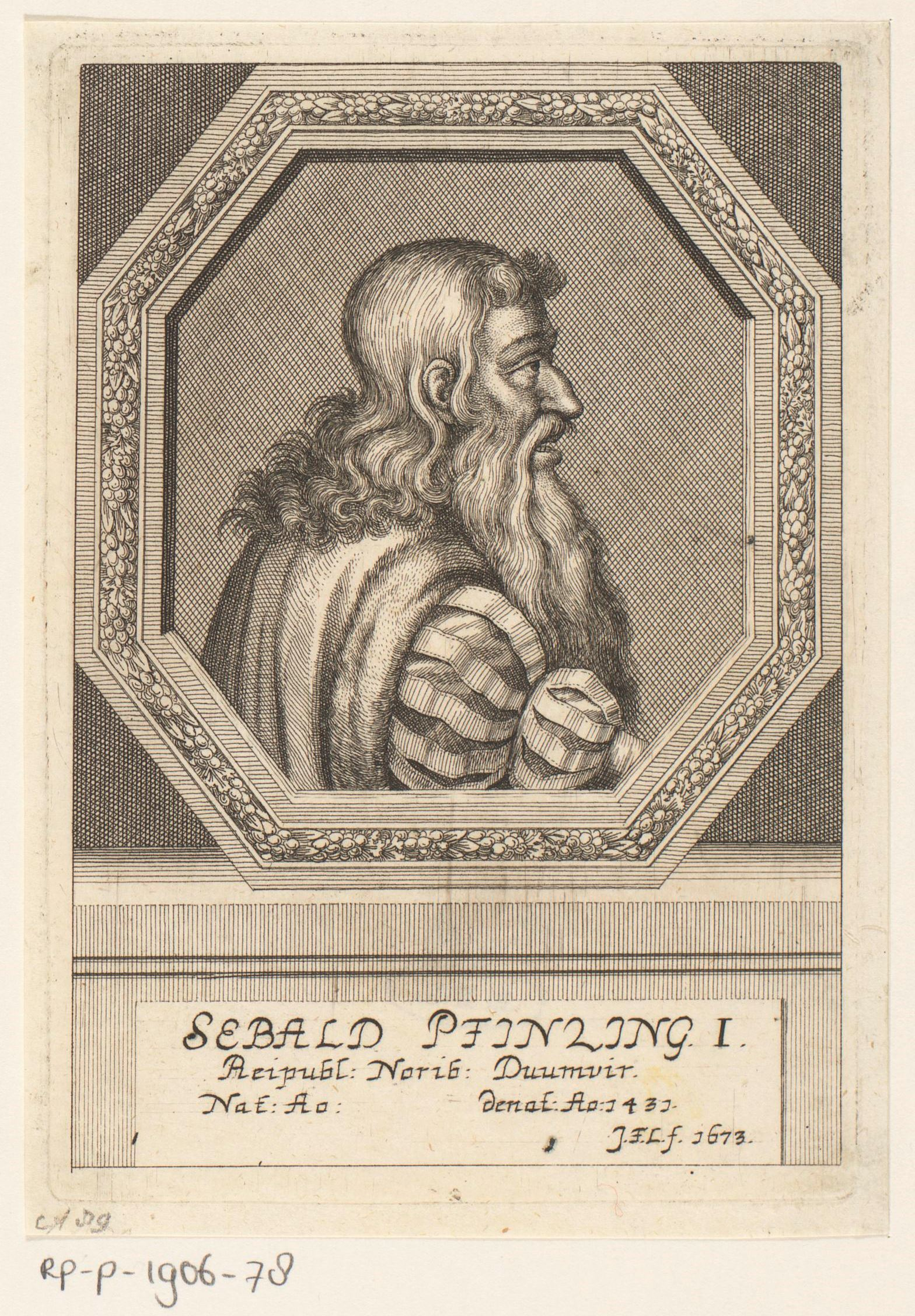
Sebald Pfintzing († 1431), Bürgermeister
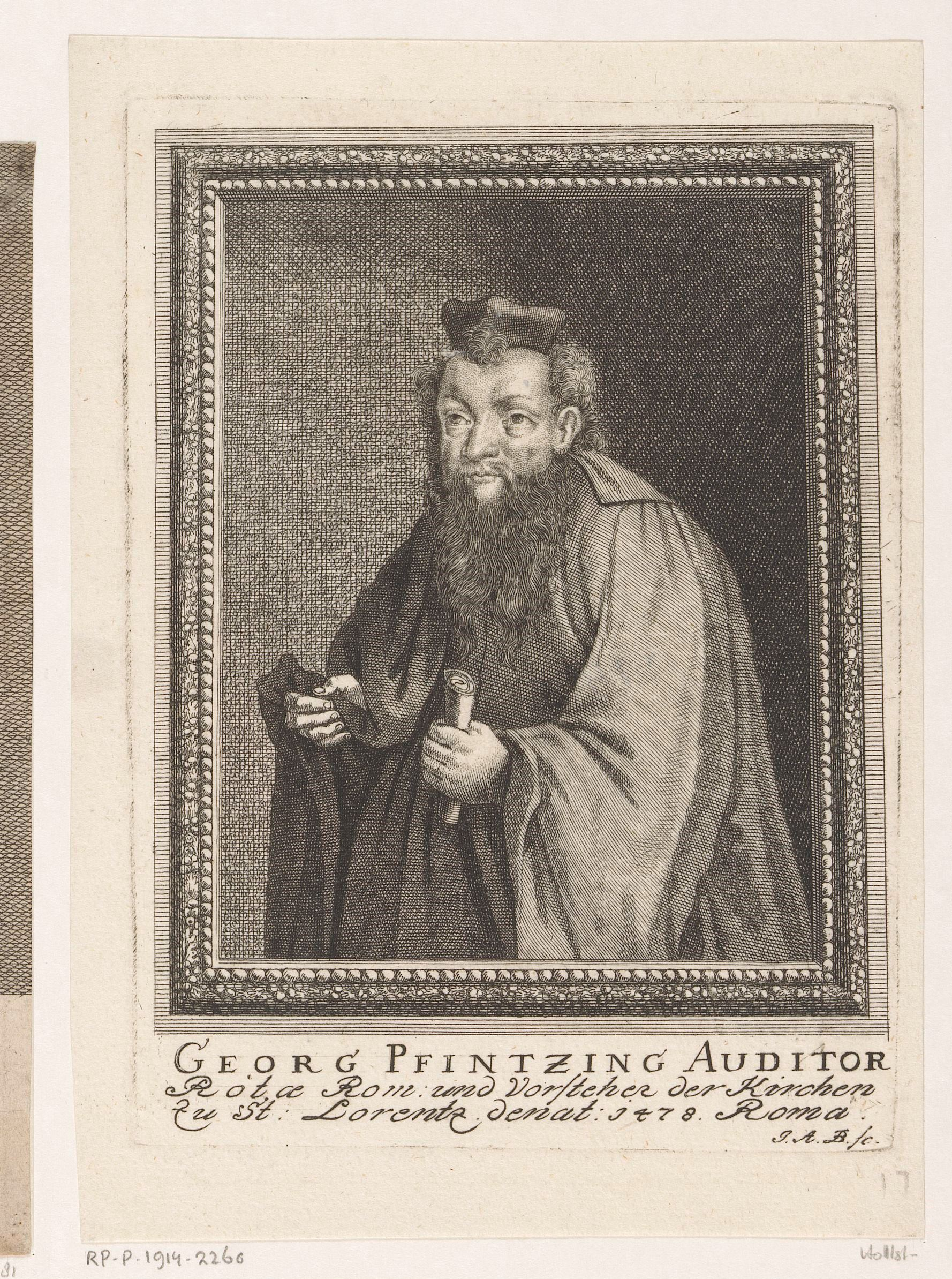
Georg Pfinzing († 1478), Vorsteher der Lorenzkirche, Auditor der Sacra Rota
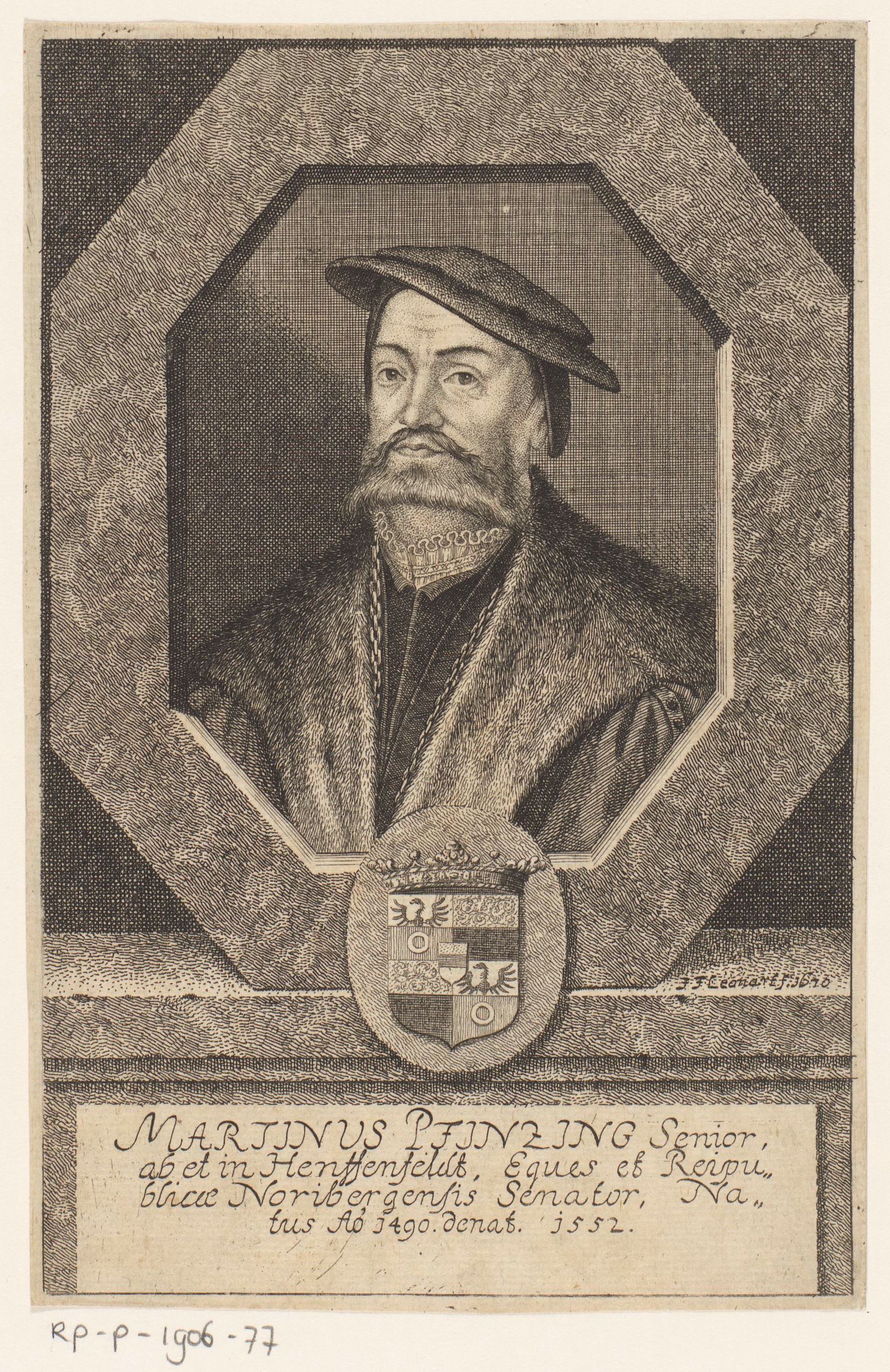
Martin Pfintzing (1490–1552), Ratsherr
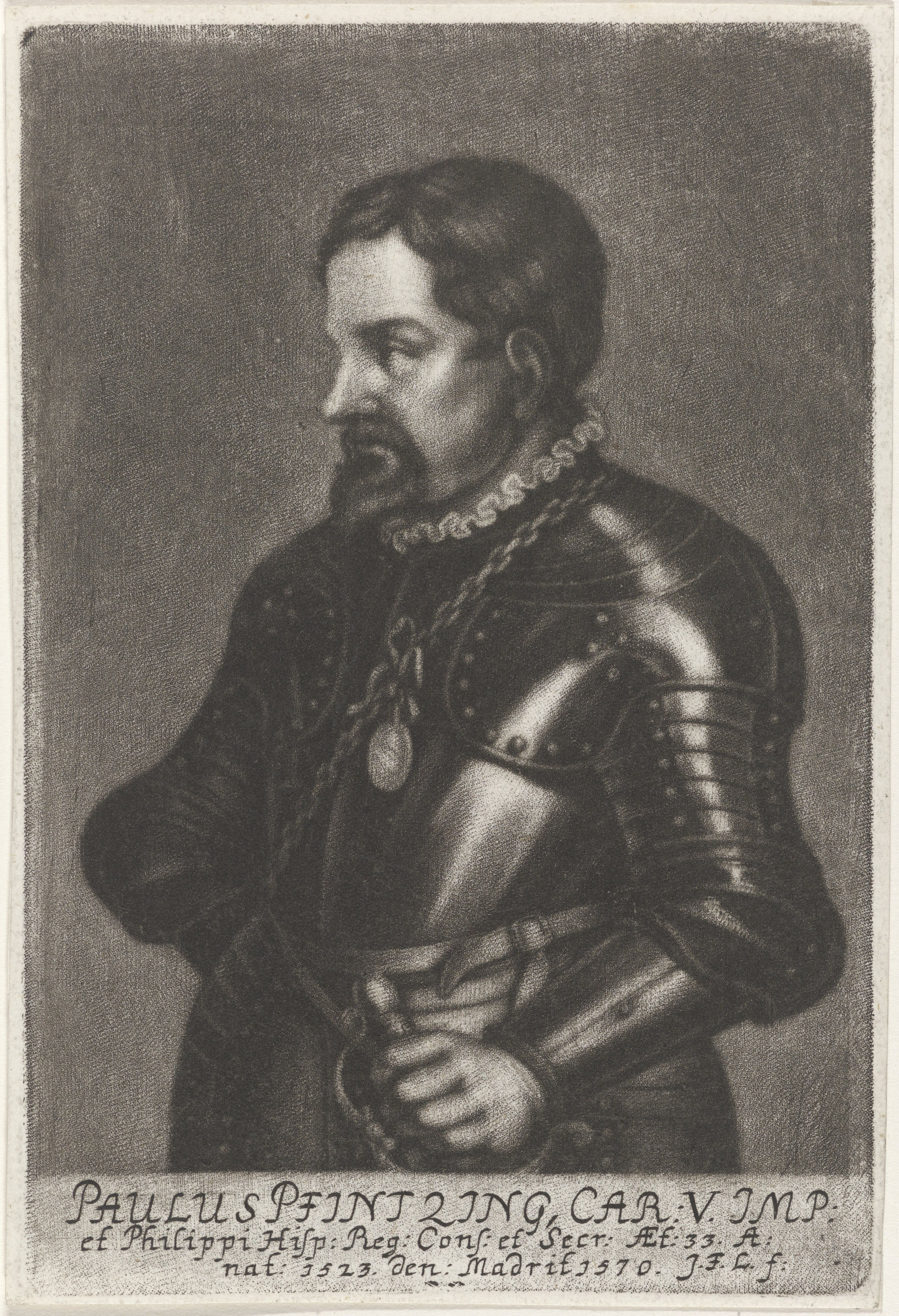
Paul Pfinzing (1523–1570), Rat von Karl V. und Philipp II.
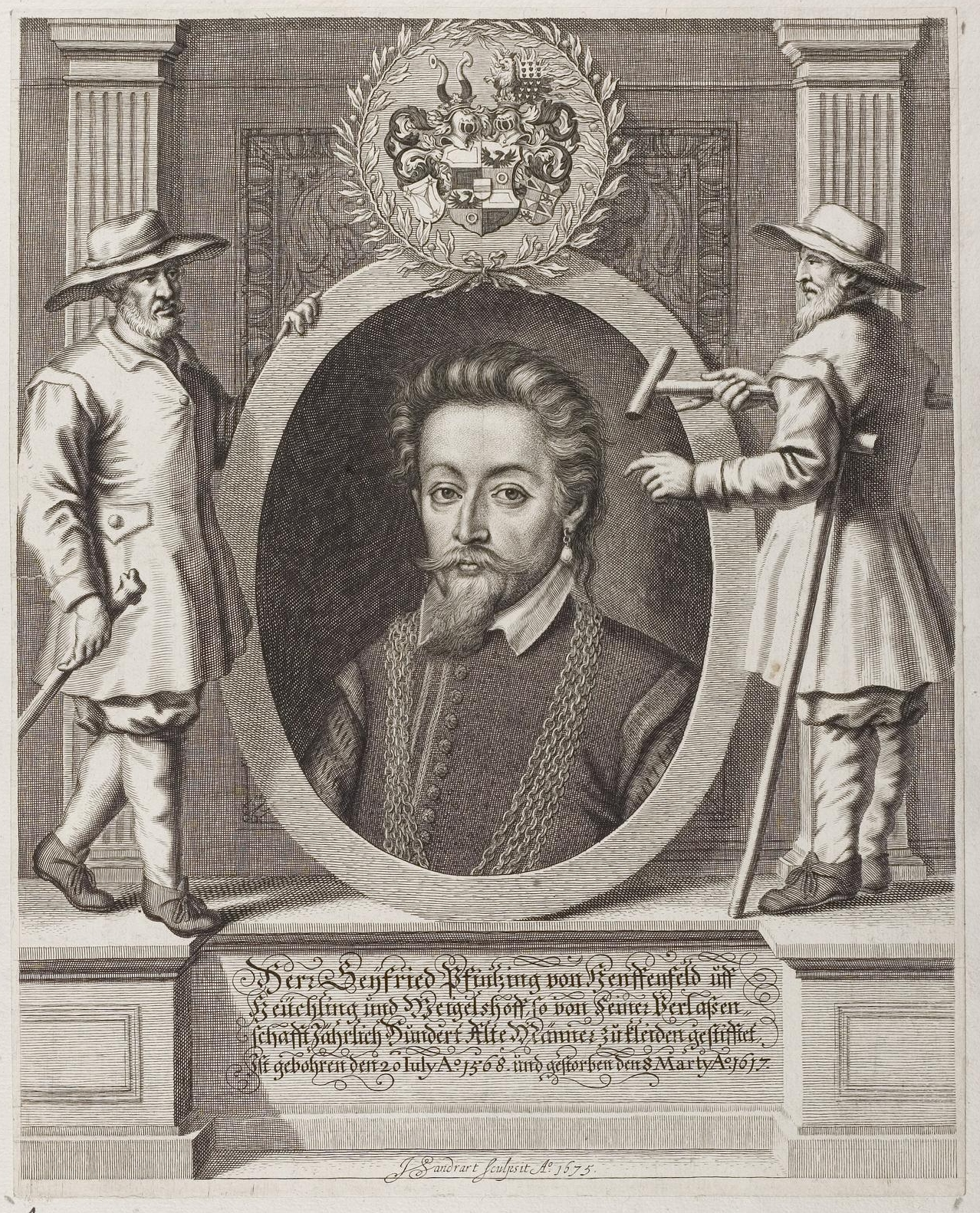
Seyfried Pfinzing (1568–1617), Kaufmann
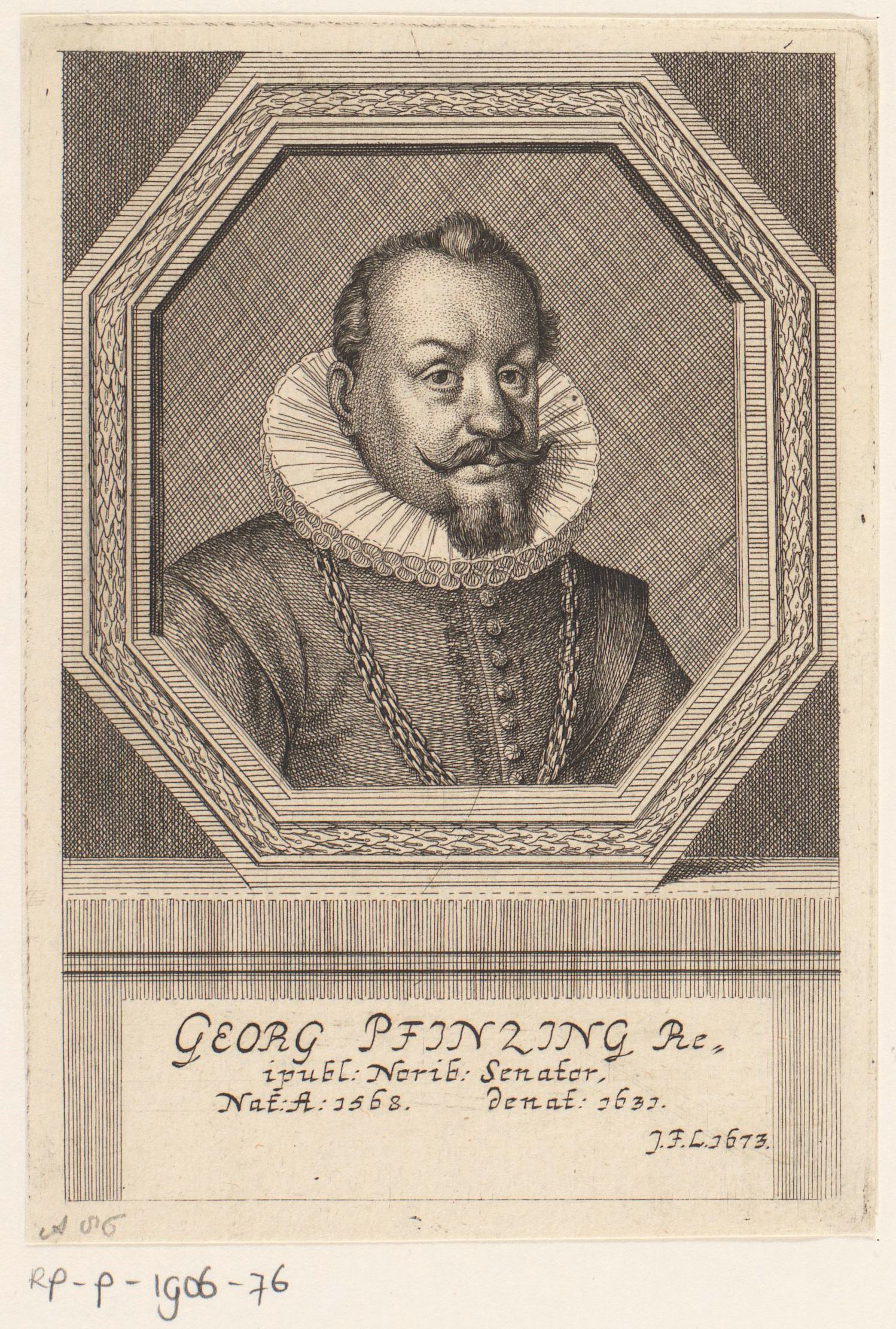
Georg Pfintzing (1568–1631), Ratsherr
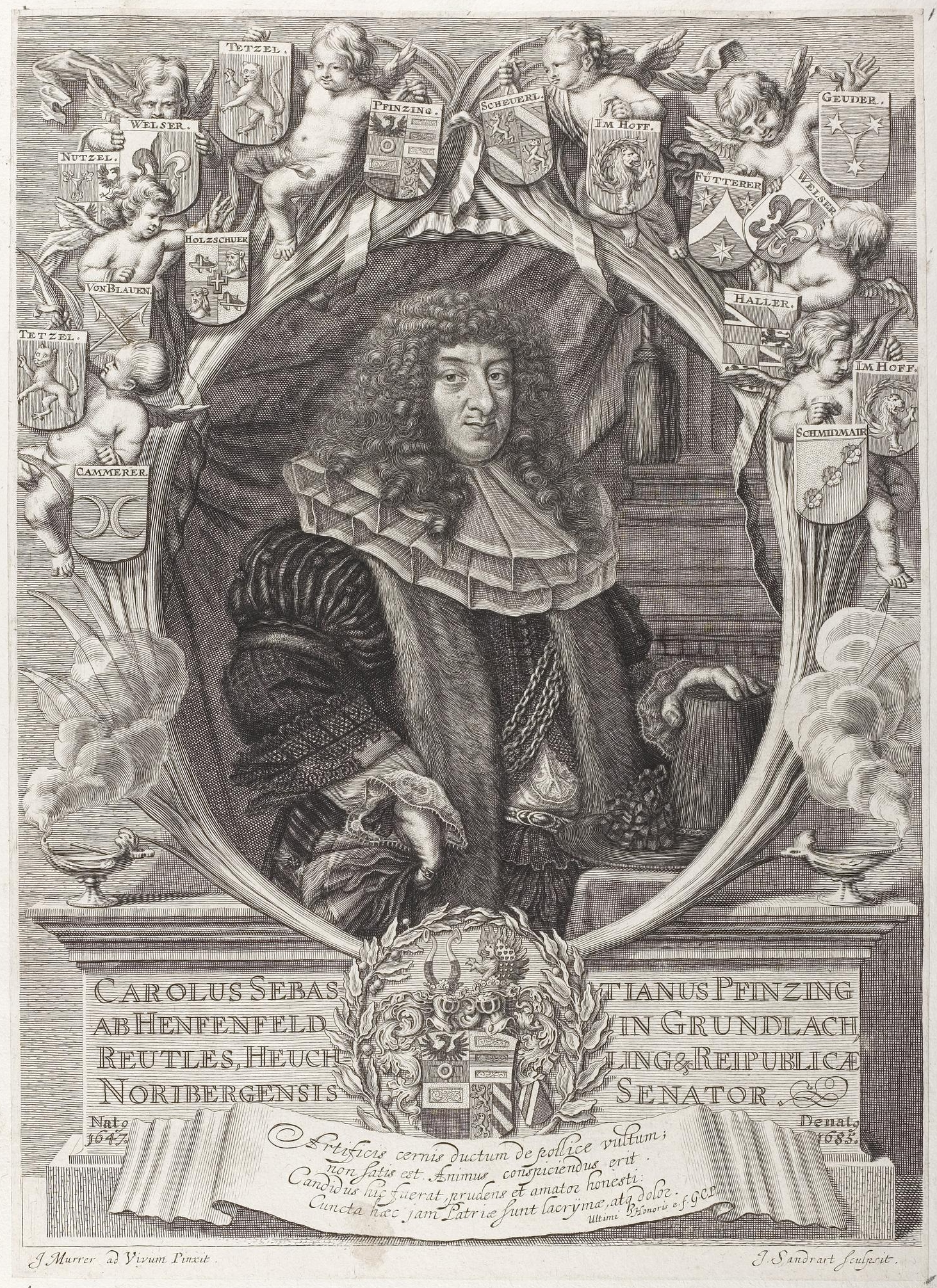
Carl Sebastian Pfintzing (1647–1685), Ratsherr, Respondent der Universität Altdorf
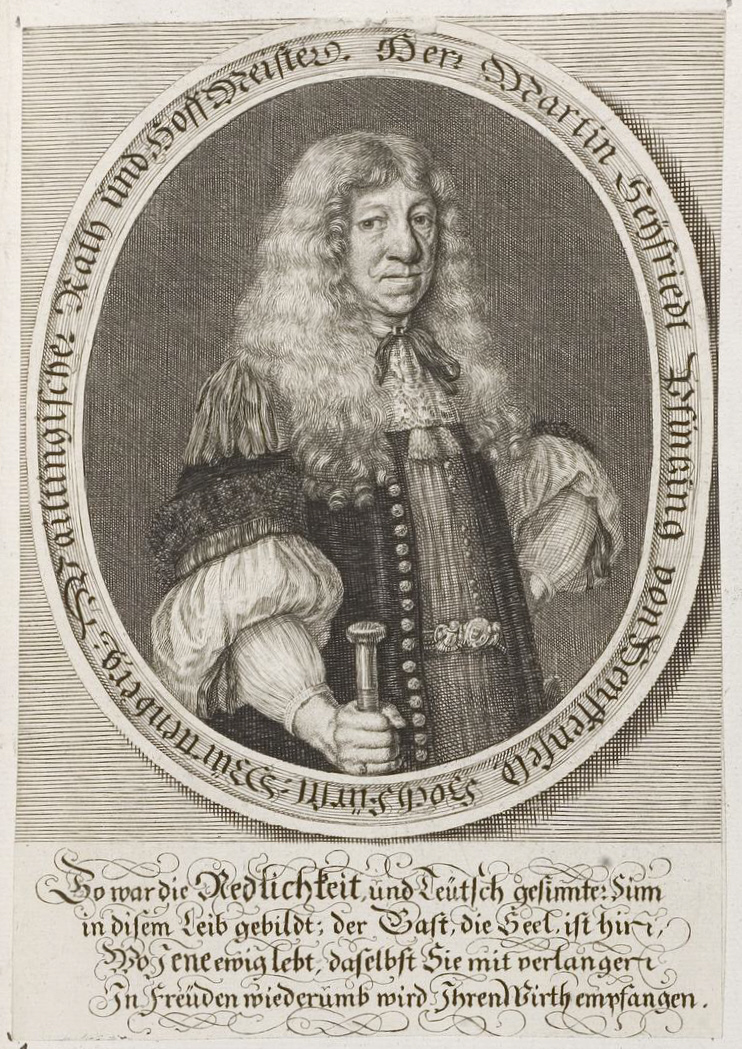
Martin Seyfried Pfinzing, hzgl. Württemberg-Weiltingen'scher Rat
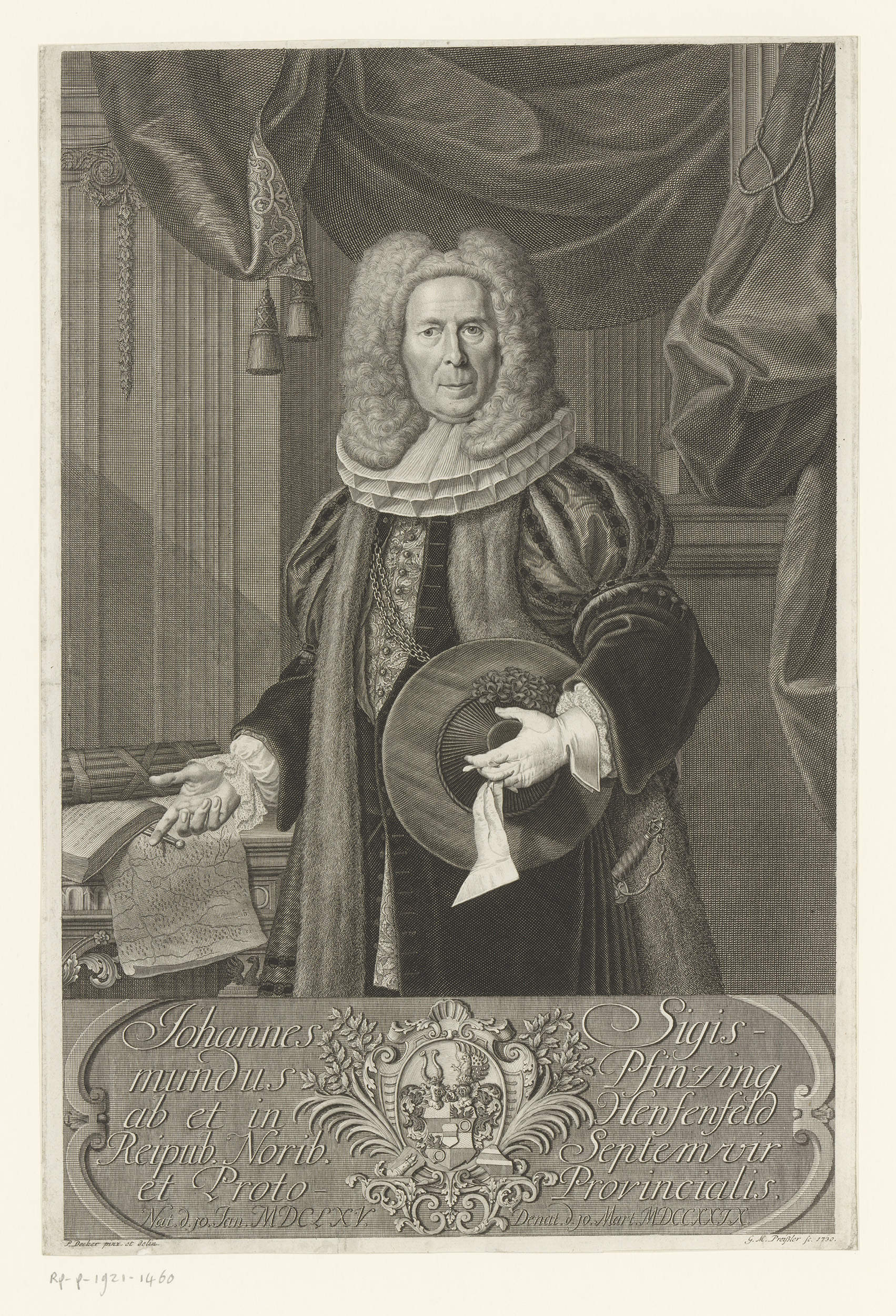
Johann Sigmund von Pfinzing (1665–1729), Septemvir
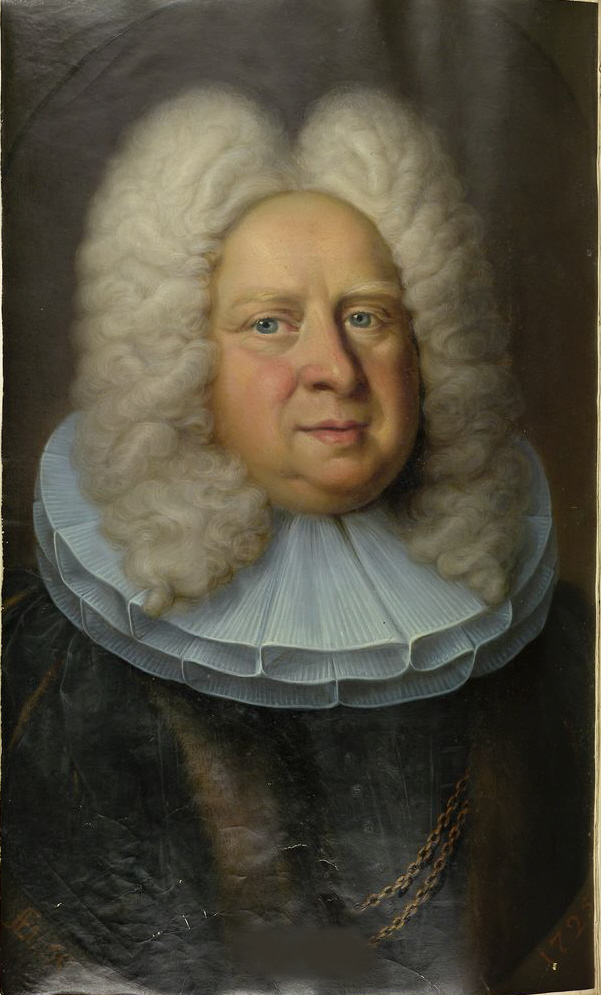
Jacob Sigmund Pfintzing von Henfenfeld, Pfleger der Landauerschen Zwölfbrüder-Stiftung 1725

## Wappen
Das Wappen, ursprünglich von der Nürnberger Familie Geuschmid, um 1300 übernommen (formale kaiserliche Genehmigung dazu 1465) und seither von den Pfinzing geführt, zeigt einen Gold über Schwarz geteilten Schild. Auf dem Helm mit schwarz-goldenen Decken zwei wie der Schild bezeichnete Büffelhörner. Das ursprüngliche Stammwappen der Pfinzing soll hingegen von Gold und Rot geteilt, oben ein oberhalber schwarzer Adler, unten ein silberner Ring, gewesen sein.
Fritz Pfinzing, (* etwa 1276; † zwischen 1327/1331) in Nürnberg erwähnt 1303–1327, war Geschworener Pfleger des Siechenhauses bei St. Johann. Verheiratet war er mit Elsbet Geuschmid (* etwa 1280/1285), der Tochter von Berthold Geuschmid (* etwa 1255/1260; † 1331), 1290 in Nürnberg erwähnt. Fritz Pfinzings Schwiegervater Berthold Geuschmid war wiederum der Sohn einer Pfinzing, Elisabeth (* etwa 1245). Fritz Pfinzing legte schließlich (um 1300) das alte Familienwappen der Pfinzing ab und nahm das Geuschmid-Wappen an: „Gold und Schwarz geteilt“. (Vgl. Pfinzingsche Ahnentafel in: Der Pfinzing-Atlas von 1594, StsA Nürnberg 1994.) In den folgenden Jahrhunderten gab es einige Unklarheit, welches nun das eigentliche Stammwappen der Pfinzing war, so dass im Siebmacher zu Beginn des 18. Jahrhunderts fälschlicherweise den Geuschmid das ursprüngliche Stammwappen der Pfinzing zugeschrieben wurde. (Vgl. Abbildung.)
(Nach Wappenbesserung 1554) viergeteilt: Feld 1 und 4 von Gold und Schwarz geteilt (angeblich einst Wappen der Geuschmid), 2 und 3 von Gold und Rot geteilt, oben ein oberhalber schwarzer Adler, unten ein silberner Ring (angeblich ursprünglich Wappen der Pfinzing), belegt mit einem von Gold, Blau und Silber geteilten Herzschild († von Henfenfeld).

### Historische Wappenbilder

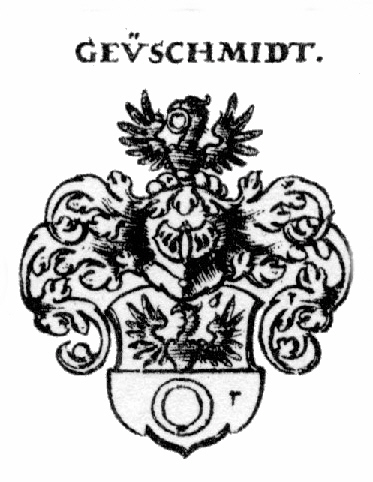
Im Siebmacher um 1700 fälschlich den Geuschmid zugeschrieben: das ursprüngliche Pfinzing-Wappen
Wappen der Geuschmidt und (seit um 1300) der Pfinzing
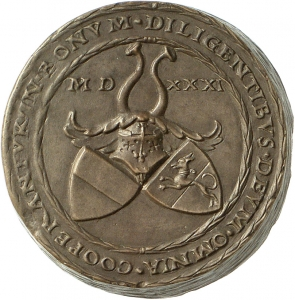
Allianzwappen der Pfinzing und Peringsdörffer (1531)
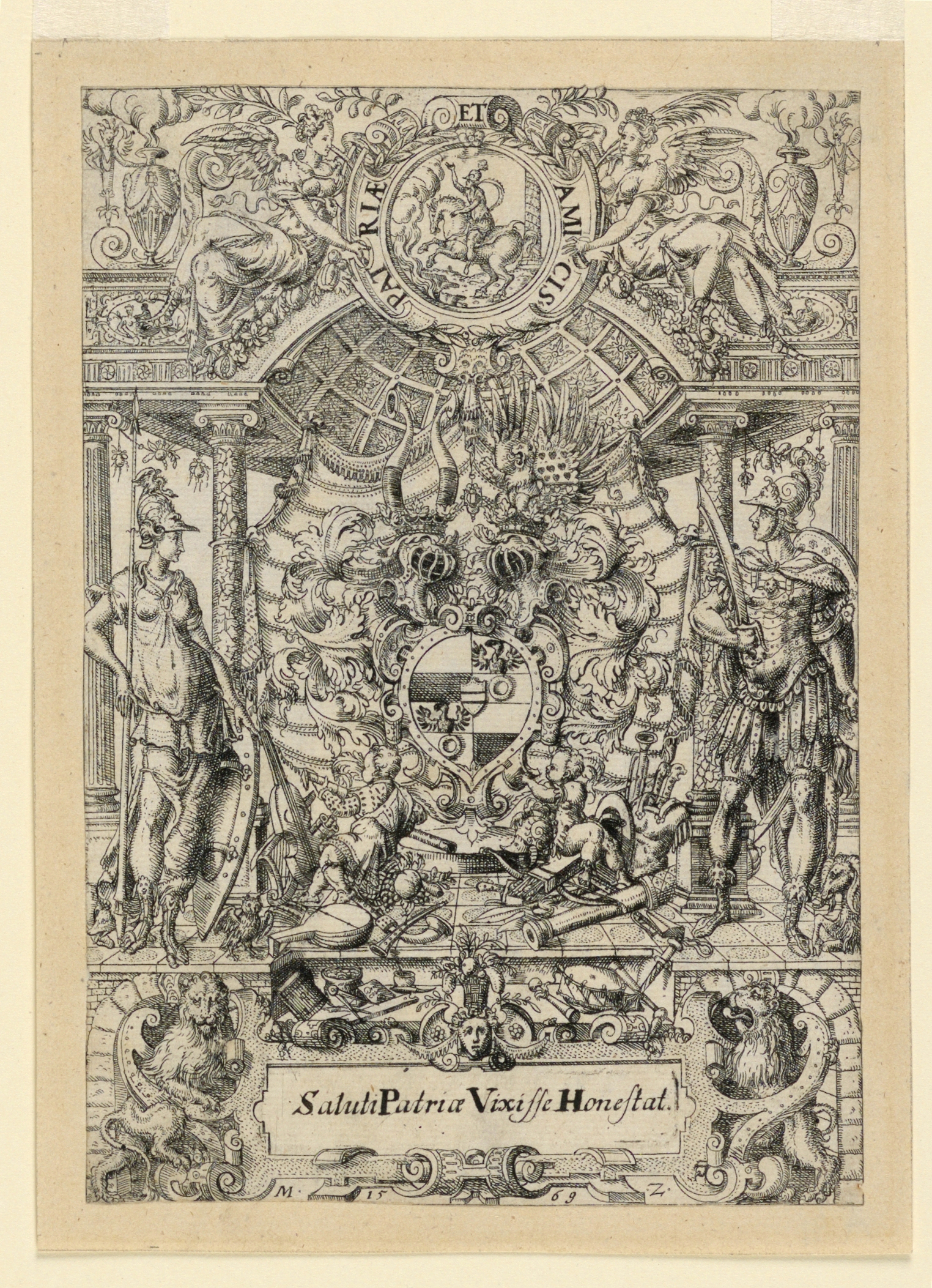
Wappen der Pfinzing, von Matthias Zündt, 1569
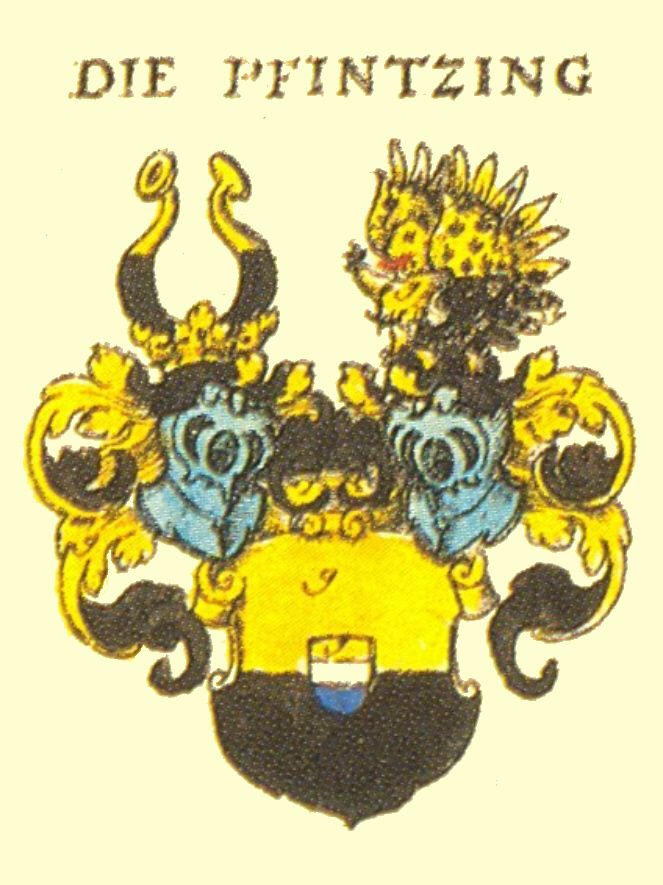
Wappen der Pfinzing von Henfenfeld im Siebmacher (um 1600) mit Herzschild der † Herren von Henfenfeld
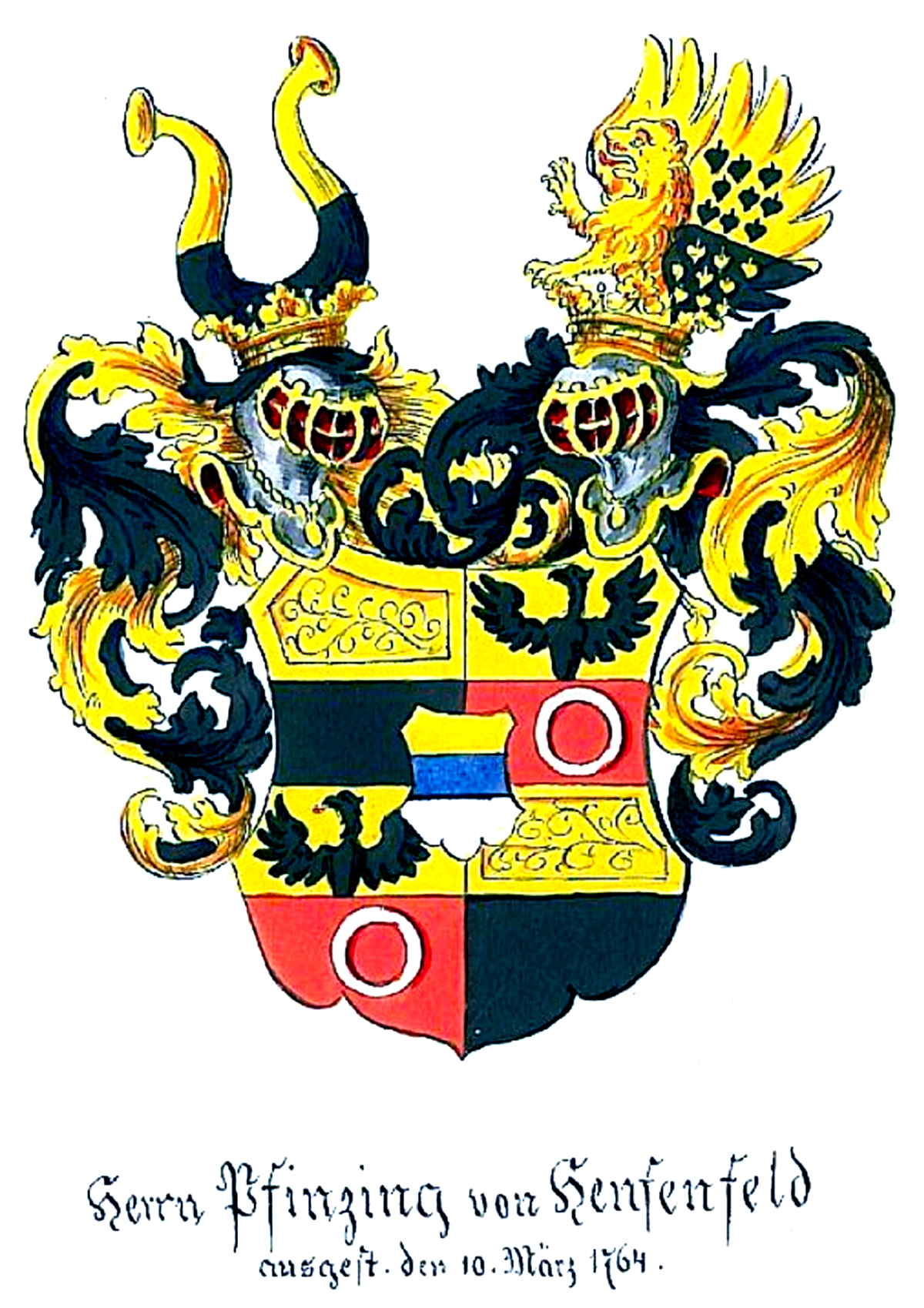
Kombiniertes Wappen von 1764, Aquarell von A. von Dobrà Voda, um 1860
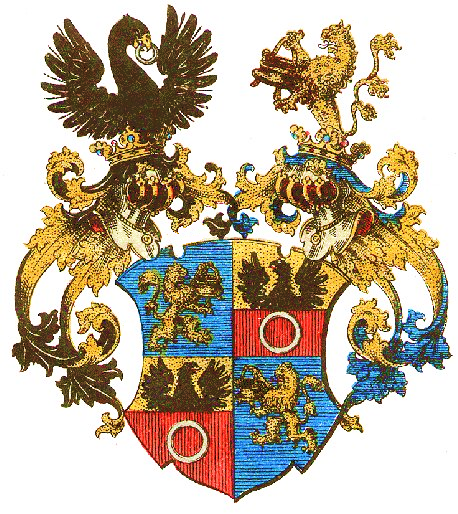
Gebessertes Wappen der Oelhafen: Anm.
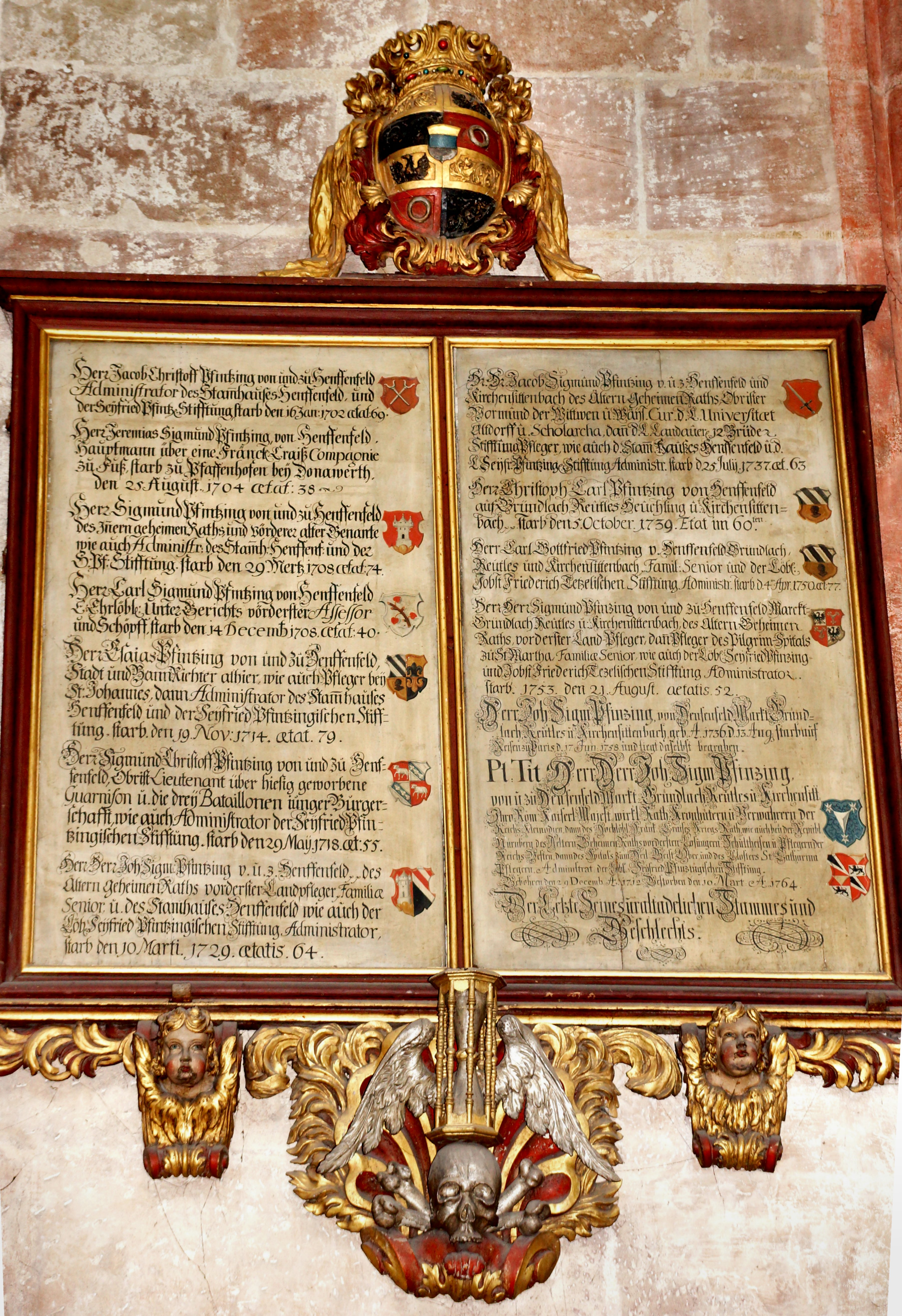
Epitaph in der Sebaldskirche
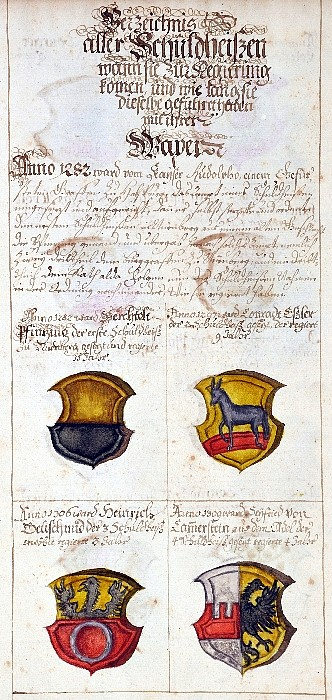
Darstellung der Nürnberger Schultheißen, ca. 17./18. Jahrhundert, auch mit irriger Zuschreibung des Geuschmid-Wappens
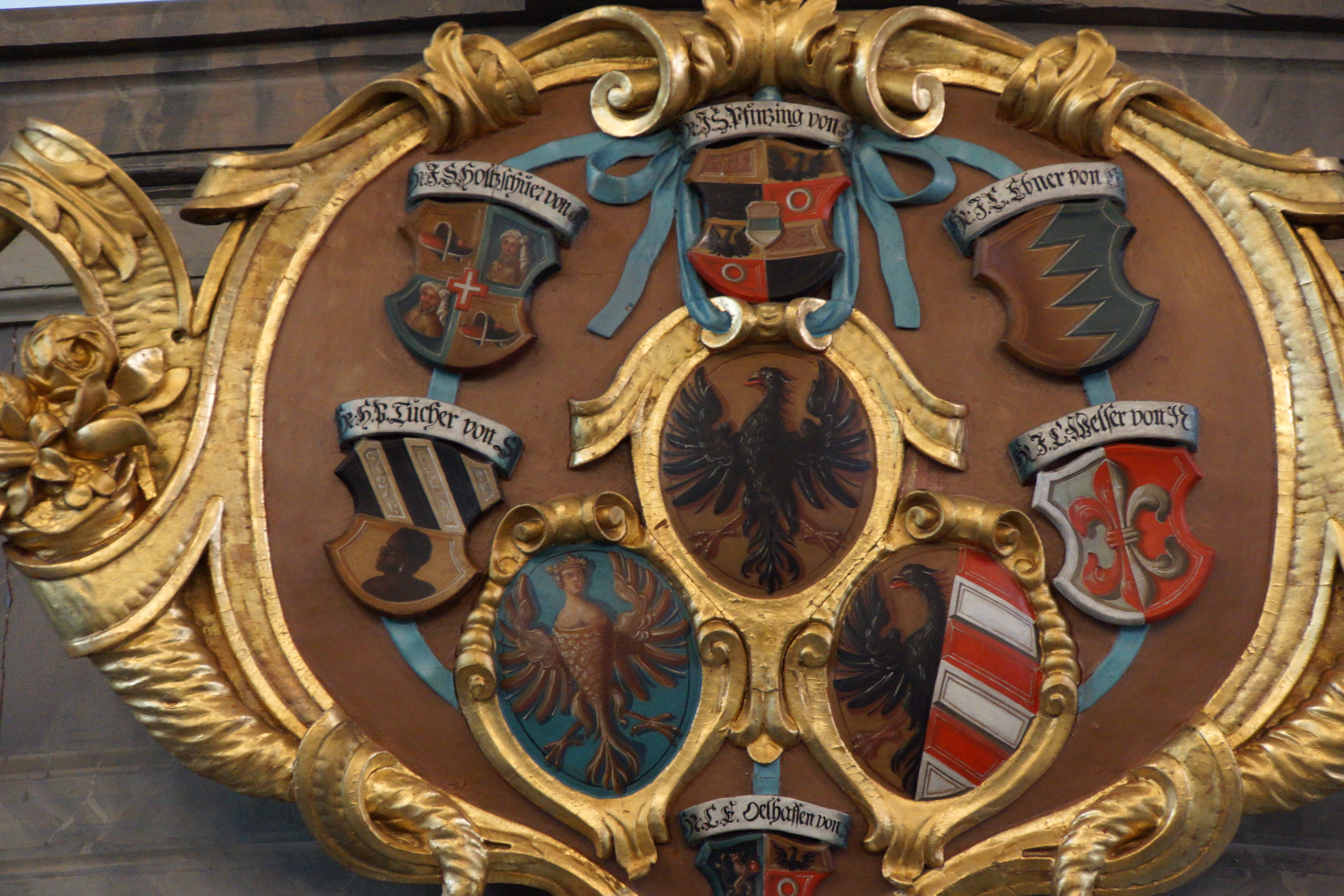
Universitätskirche St. Laurentius Altdorf: Kartusche von 1755 mit Reichsadler, den beiden Wappen der Stadt Nürnberg und (von oben im Uhrzeigersinn) den Wappen der Pfinzing, Ebner, Welser, Oelhafen, Tucher und Holzschuher.
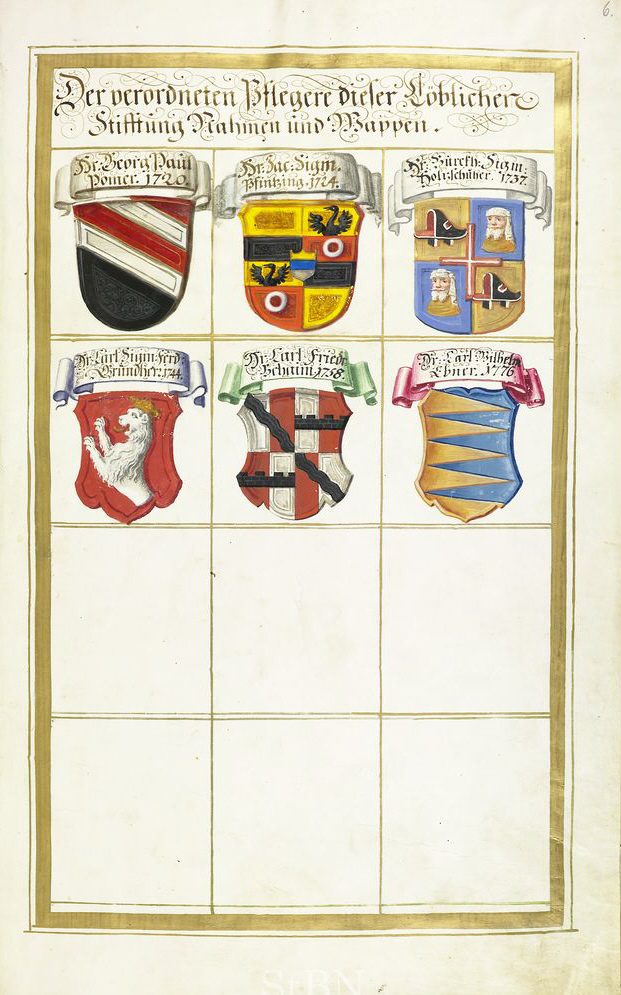
Wappen Sigmund Pfintzing, Pfleger der Landauerschen Zwölfbrüderstiftung 1724

## Stiftungen (Auszug)

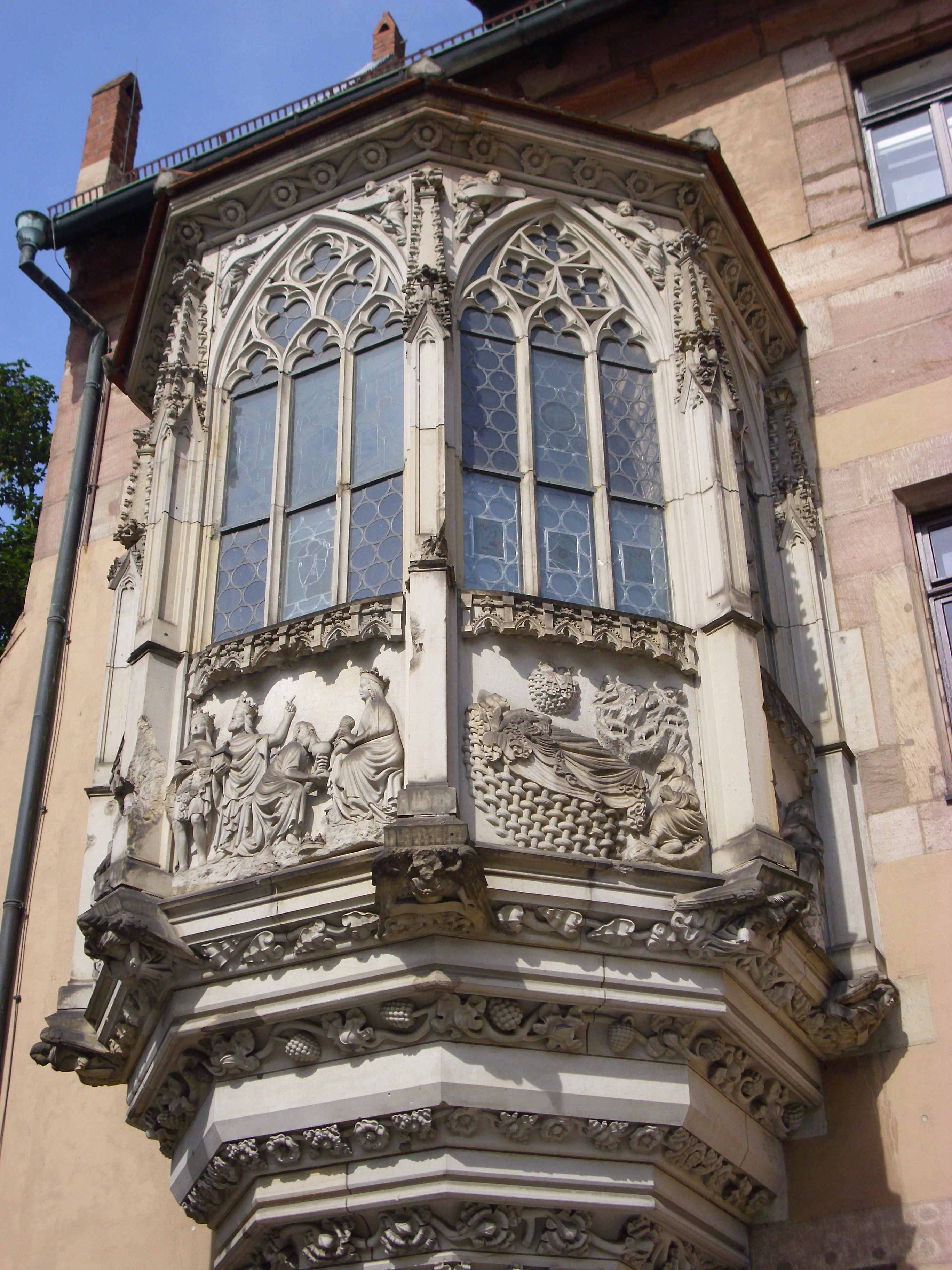
Pfinzing-Chörlein am Sebalder Pfarrhaus (gestiftet von Melchior Pfinzing, 1514)

- Pfinzing-Fenster in der Sebaldskirche, 1515 gestiftet von Melchior Pfinzing, kaiserlicher Rat und Propst von St. Sebald (Entwurf von Albrecht Dürer, Ausführung von Veit Hirsvogel)[13]
- Pfinzing Chörlein am Sebalder Pfarrhaus (Melchior Pfinzing, 1514)
- Pfinzingsche Kleiderstiftung (Seyfried Pfinzing, 1617)
- Eines der Nürnberger Seelhäuser